# Arta africană

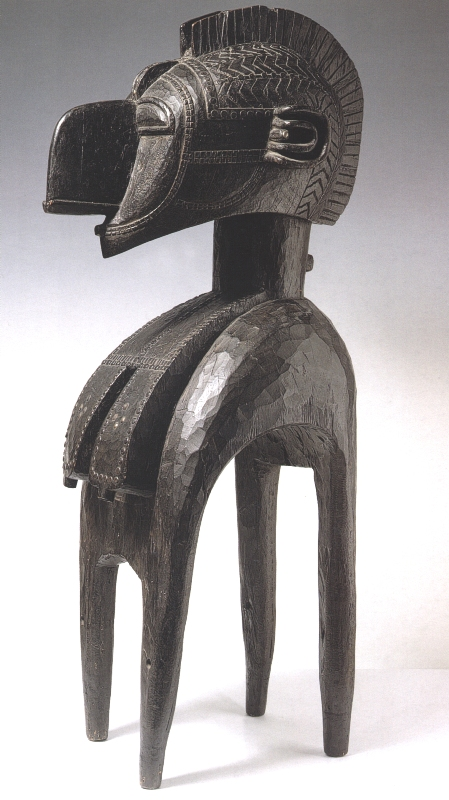
Sculptură din Guinea-Bissau, care are 120 de centimetri în înălțime. Ea se află într-un muzeul Raccolte extraeuropee del Castello Sforzesco din Milano, Italia

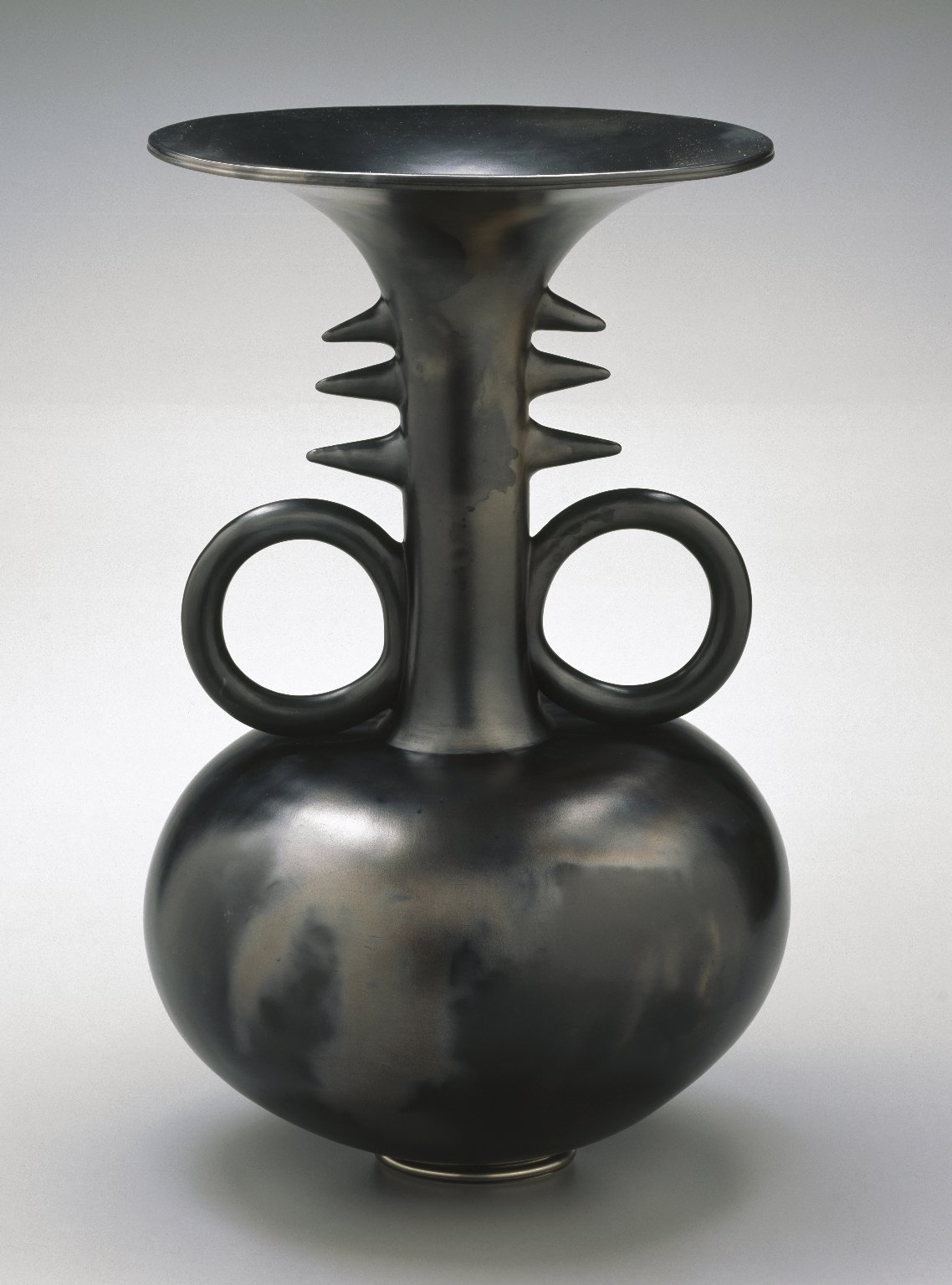
Vază neagră și simetrică ce a fost făcută în anul 1990 de Magdalene Anyango N. Odundo (care s-a născut în Kenya). Vaza are dimensiunile de 40,6 x 25,4 x 25,4 centimetri și se află în Brookyn Museum din New York, Statele Unite ale Americii

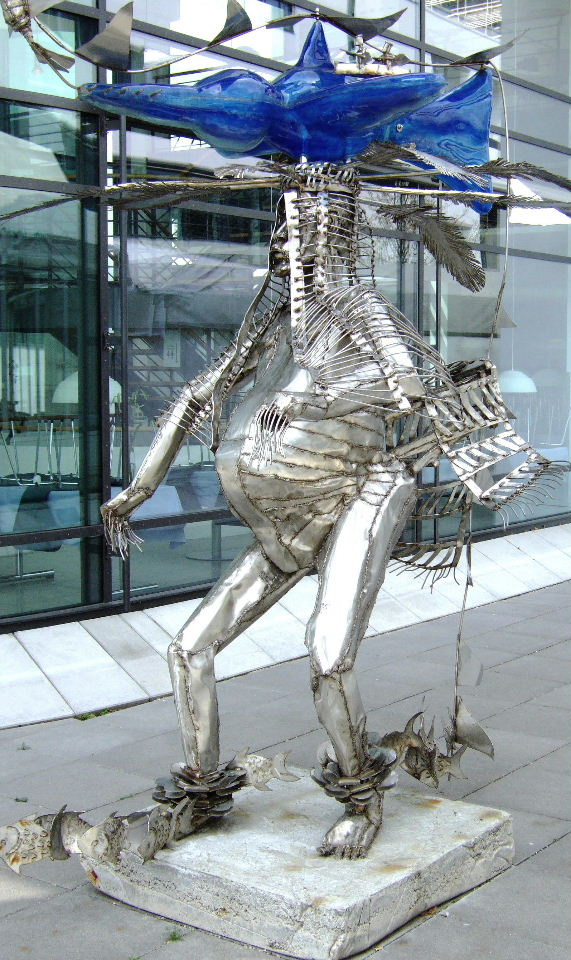
Sărbătoarea pentru Neptun, o operă de artă africană contemporană care se află în apropiere de Deutsche Welle din Bonn, Germania

Termenul de „artă africană” descrie picturi, sculpturi, și alte forme vizuale de cultură de pe continentul african. Definiția include arta diasporei africane, incluzând arta afro-americanilor, caraibienilor și a altor tipuri de africani. 
Mascarada, prelucrarea metalelor, sculptura, arhitectura, împletirea și dansul sunt forme artistice importante în Africa și pot să fie incluse în studiul artei africane. De obicei, termenul de „artă africană” nu se referă la arta afro-asiatică, adică la arta Africii ce se învecinează cu Marea Mediterană. De exemplu, în secolul al XV-lea, Portugalia a comercializat cu cultura Sapi în apropiere de Coasta de Fildeș în Africa de Vest, care a creat sicliuri elaborate din sticlă de fildeș, care erau hibrizi de modele africane și europene, mai ales în adăugarea figurii umane apar în siclurile portugheze).

## Elemente tematice
- Creativitate artistică sai individualismul expresiv: În arta occidentală în special, există un accent larg pe individualismul expresiv, fiind în același timp influențat de activitatea predecesorilor. Un exemplu ar fi artiștii Dan, precum și prezența lor în diaspora din Africa de Vest.
- Accentul asupra figurii umane: figura umană a fost întotdeauna subiectul principal pentru majoritatea artelor africane, iar acest accent a influențat chiar și unele tradiții europene. Figura umană poate să-i simbolizeze pe cei vii sau pe cei morți, poate să se refere la șefi, dansatori sau diverse meserii, cum ar fi toboșari sau vânătorii, sau chiar poate fi o reprezentare antropomorfă a unui zeu sau au altă funcție votivă. Figurinele de animale sunt relativ rare, africanii nedându-le prea multă atenție.
- Viziunea abstractă: operele de artă africană tind să prezinte o viziune abstractă în locul uneia realiste. La fel ca sculpturile lui Constantin Brâncuși, arta africană transemite cât mai multe idei, sentimente și concepte prin cât mai puține forme.
- Favorizarea sculpturii:  artiștii africani tind să favorizeze operele de artă 3D în locul celor 2D. Majoritatea cel 2D sunt țesături sau alte tipuri de lucrări textile. Față de sculptura europeană, cea africană prezintă animație și mișcare.[1]
- Culorile calde: datorită materialelor disponibile, operele de artă africane sunt deobicei maro (majoritatea), galbene, portocali, roșii sau negre. Desigur că există și excepții, dar acestea sunt destul de rare. Majoritatea sunt maro datorită faptului că sunt confecționate din lemn sau din metale ca bronzul.

## Materiale

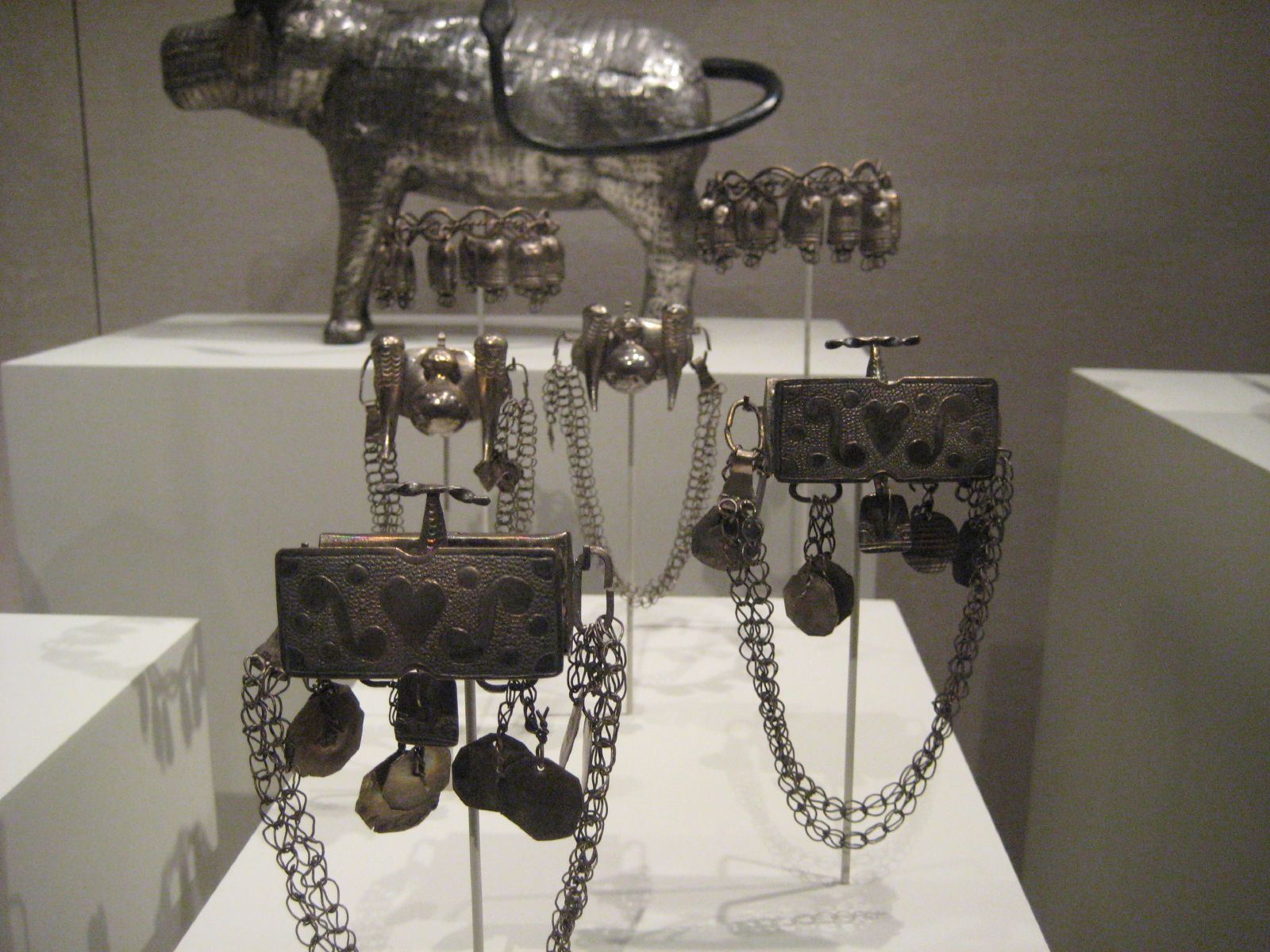
3 perechi de banderole din Muzeul Metropolitan de Artă, în New York, Statele Unite ale Americii

Arta africană a luat ia multe forme și multe materiale. Bijuteriile sunt o formă de artă popoulară. Bijuteriile africane sunt făcute dintr-o gamă largă de materiale ca ochiul de tigru, hematitul, coaja cu nucă de cocos și lemnul. Majoritatea sculpturilor erau și sunt făcute din metale, lemn sau ceramică.

## Istorie
Originile artei africane datează cu mult înaintea începerii consemnării istoriei. Arta africană din nordul Africii a fost influențată într-o măsură mică de arta feniciană, islamică și de cea egipteană. Cele mai timpurii sculpturi din Africa de Vest, care ne sunt cunoscute, sunt ale culturii nok, ce a trăit între aproximativ 500 î.e.n. și 500 e.n. în actuala Nigerie, ele fiind figurine de teracotă.
Mai multe metode complexe ale creării artei au apăut în Africa Sub-Sahariană în jurul secolului al X-lea, notabile fiind bronzurile de la Igbo-Ukwu, teracota și obiectele de metal din Ife și bronzurile de Benin.

## Influențe date artei vestice
În timpul și după perioada colonială din seclolele al XIX-lea și al XX-lea, vesticii caracterizau des caracterizat arta africană ca fiind „primitivă”, termenul folosit fiind și o conotație pentru nedezvoltare și sărăcie.
La începutul secolului al XX-lea, istorici în artă ca Carl Einstein, Michał Sobeski sau Leo Frobenius au publicat lucrări importante despre arta africană, referidu-se la artefactele africane nu doar ca la ceva etnologică, ci și ca opere de artă. În aceeași perioadă, artiști ca Picasso, Matisse, Paul Gauguin sau Modigliani erau inspirați de arta africană. De exemplu, De-a lungul creării tabloului Doamnele din Avignon, Picasso a fost influențat de arta iberică preromană, de Henri Matisse, de arta africană și posibil și de arta Oceaniei. În urma vizitelor unor muzee în care se afla artă africană și probabil și oceanică, Picasso și-a descoperit stilul cubist. El era fascinat de corpurile și în special măștile contorsionat și stilizate ale africanilor și probabil oceanicilor. 3 dintre fețele femeilor sunt inspirate din arta iberică preromană (în stânga picturii), în timp ce restul de 2 fețe care se află în stânga sunt inspirate din arta africană.

## Galerie

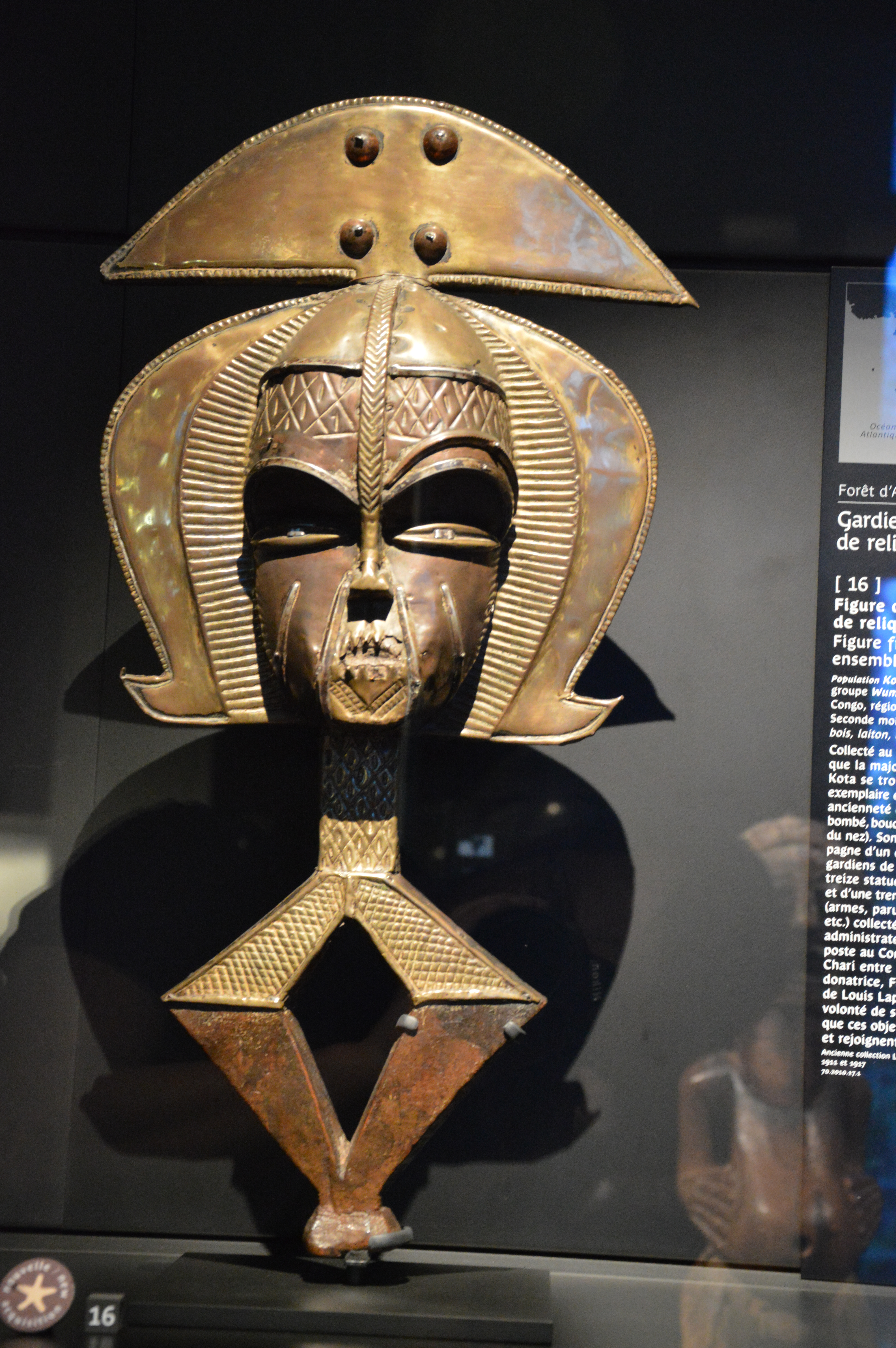
Figurină a poporului kota din Gabon
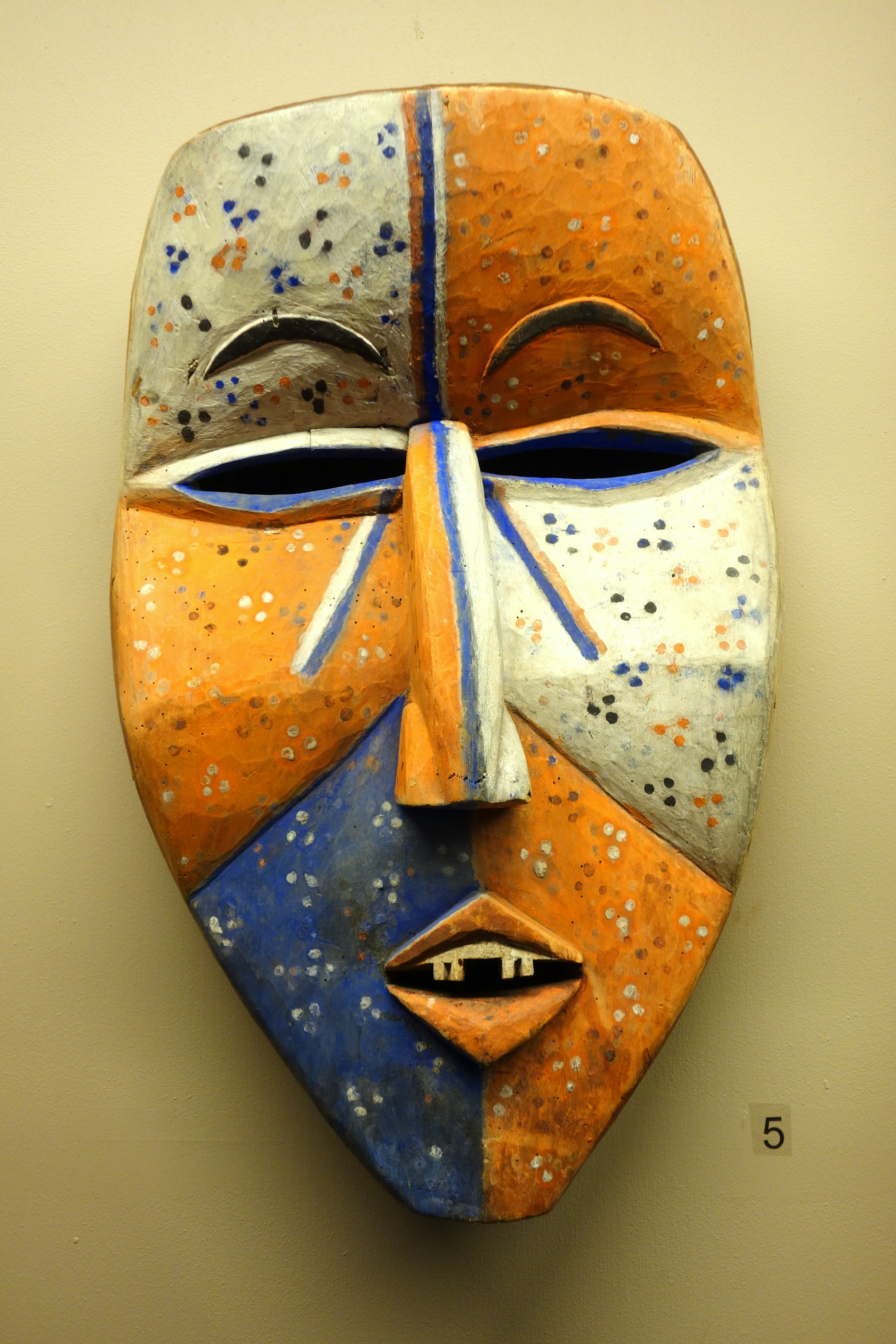
Mască a poporului woyo din Republica Democrată Congo
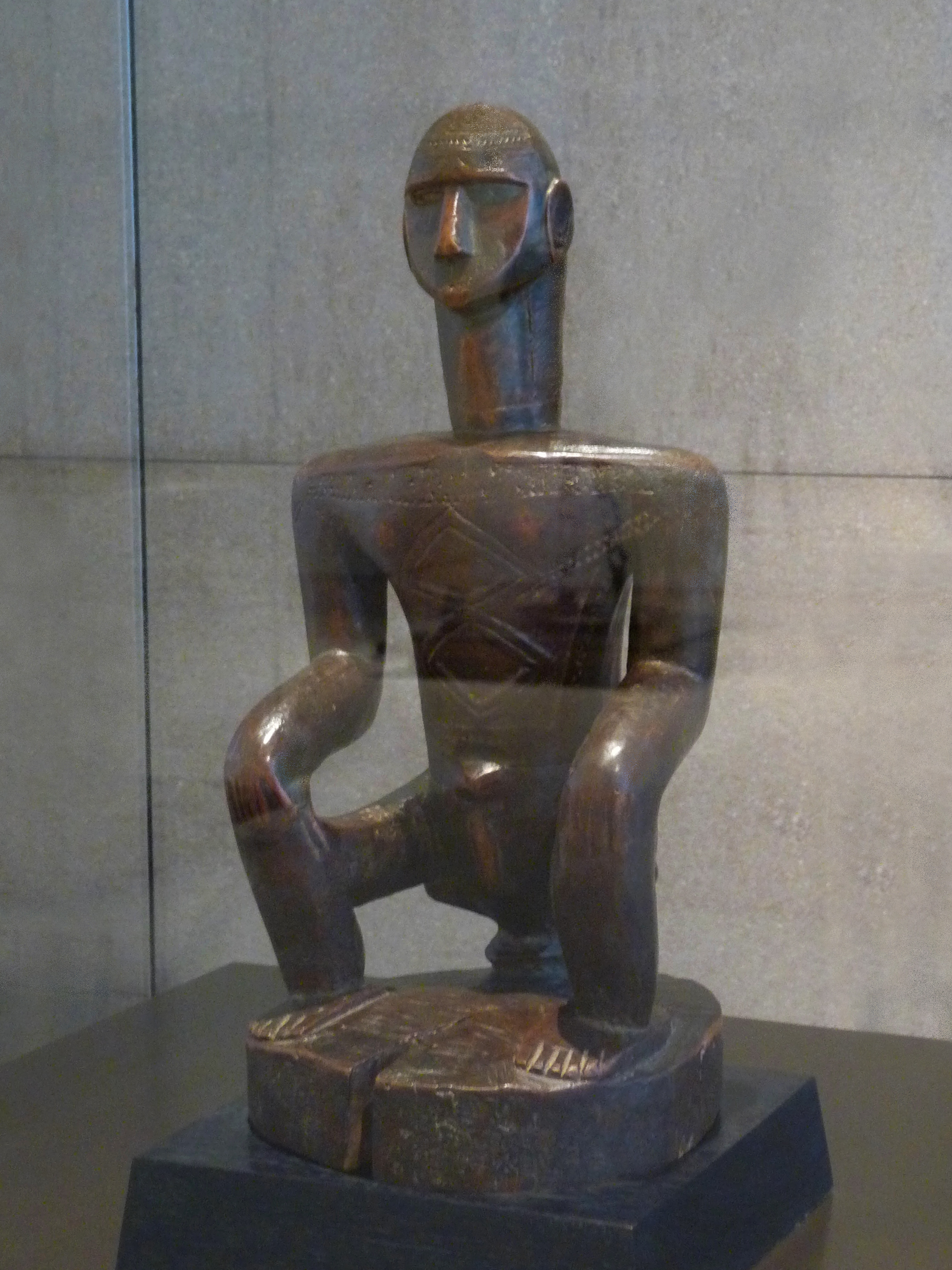
Statuie de lemn expusă în Muzeul Luvru din Paris, Franța
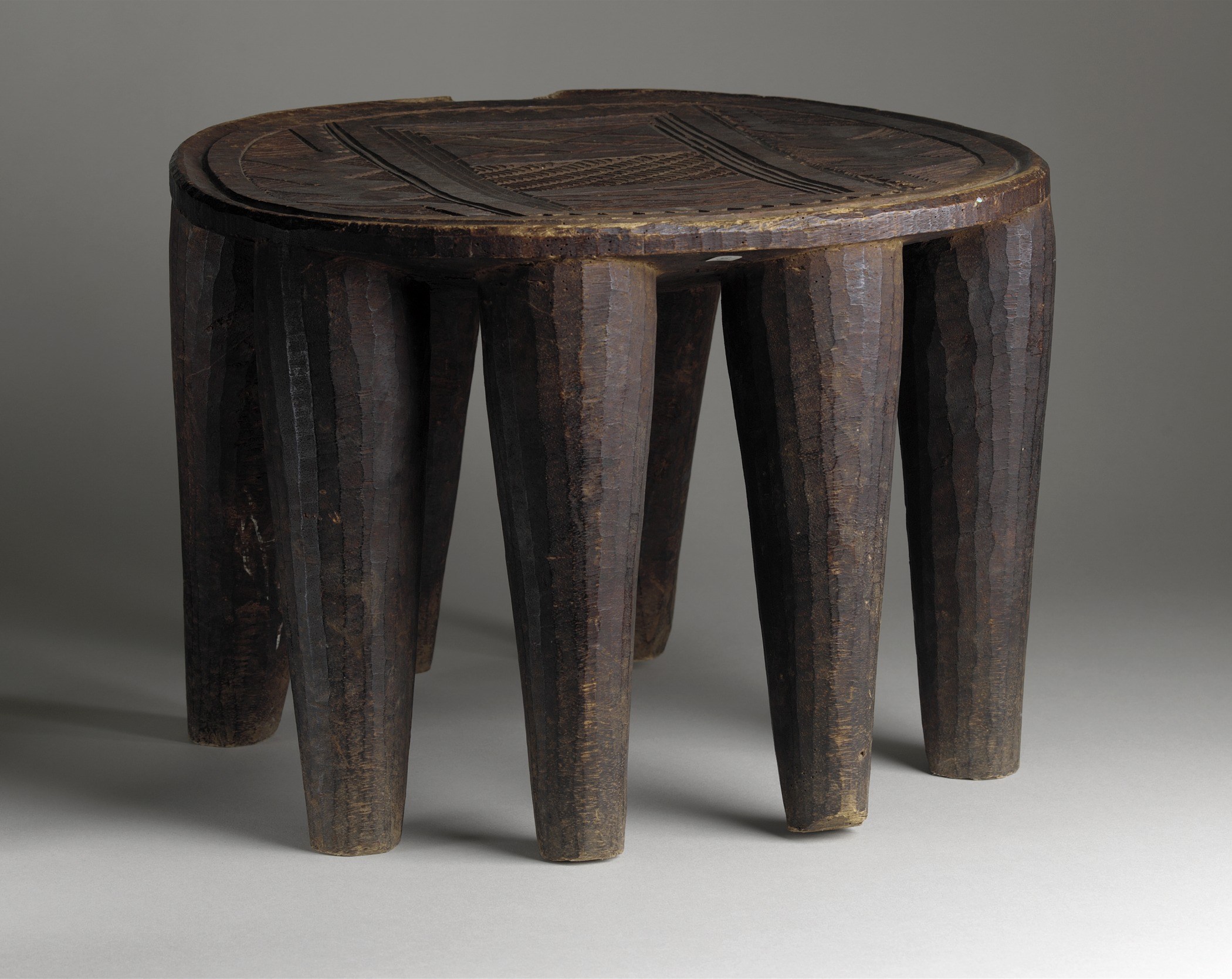
Piesă de mobilier originară din nordul Nigeriei ce este expusă în Muzeul Regional de Artă din Los Angeles din Statele Unite ale Americii
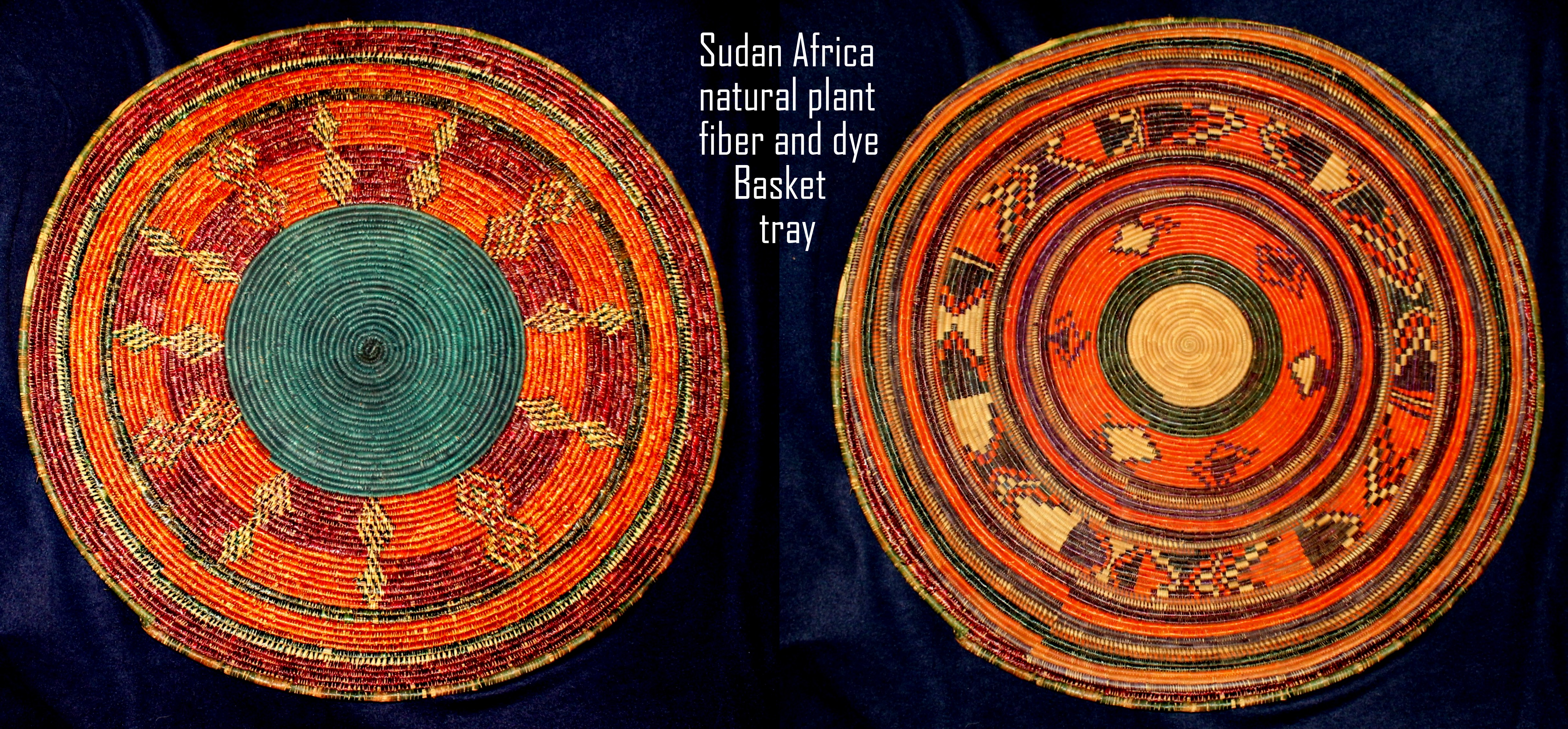
Coșuri sudaneze colorate făcute din fible de plante
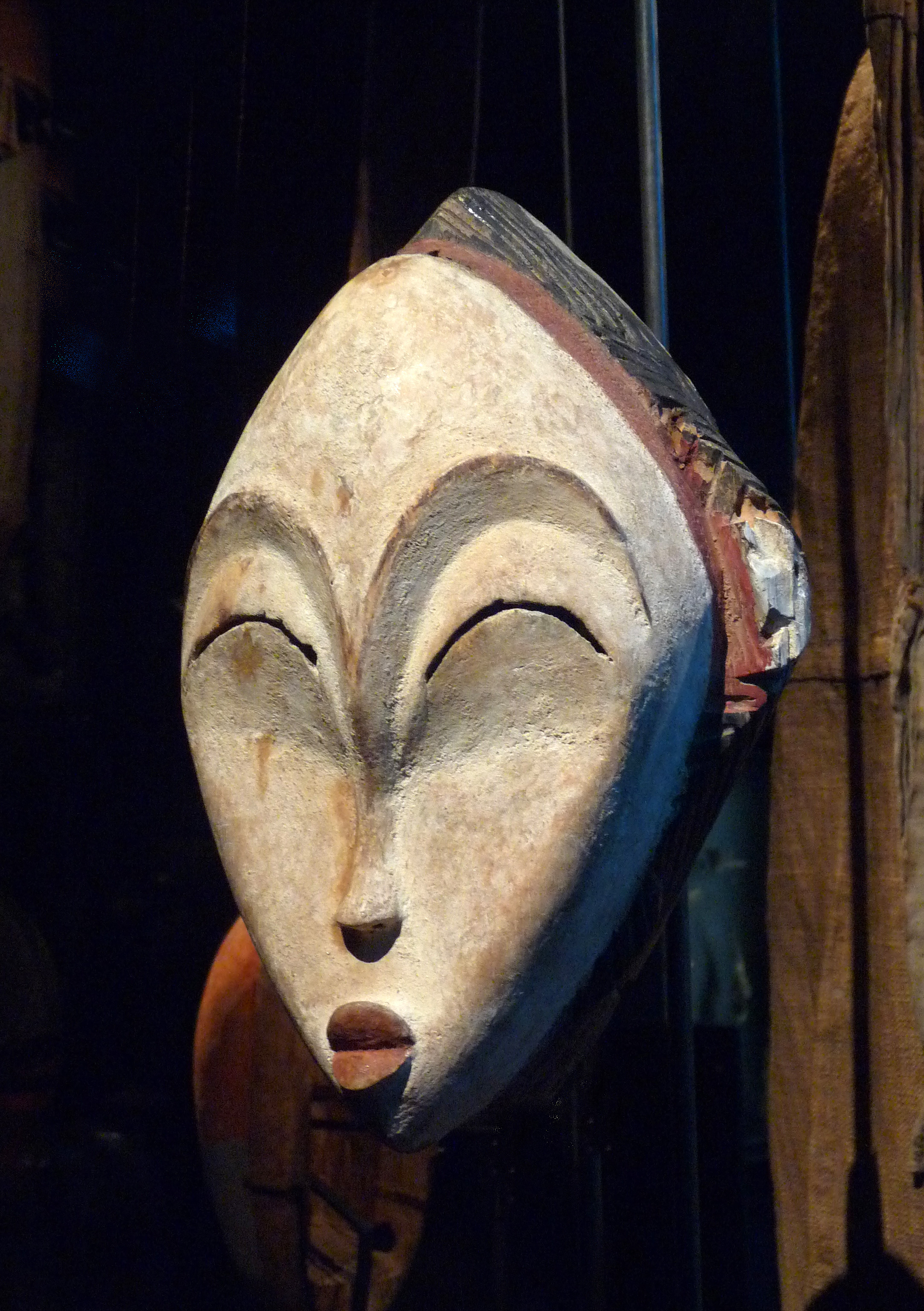
Mască albă din Gabon
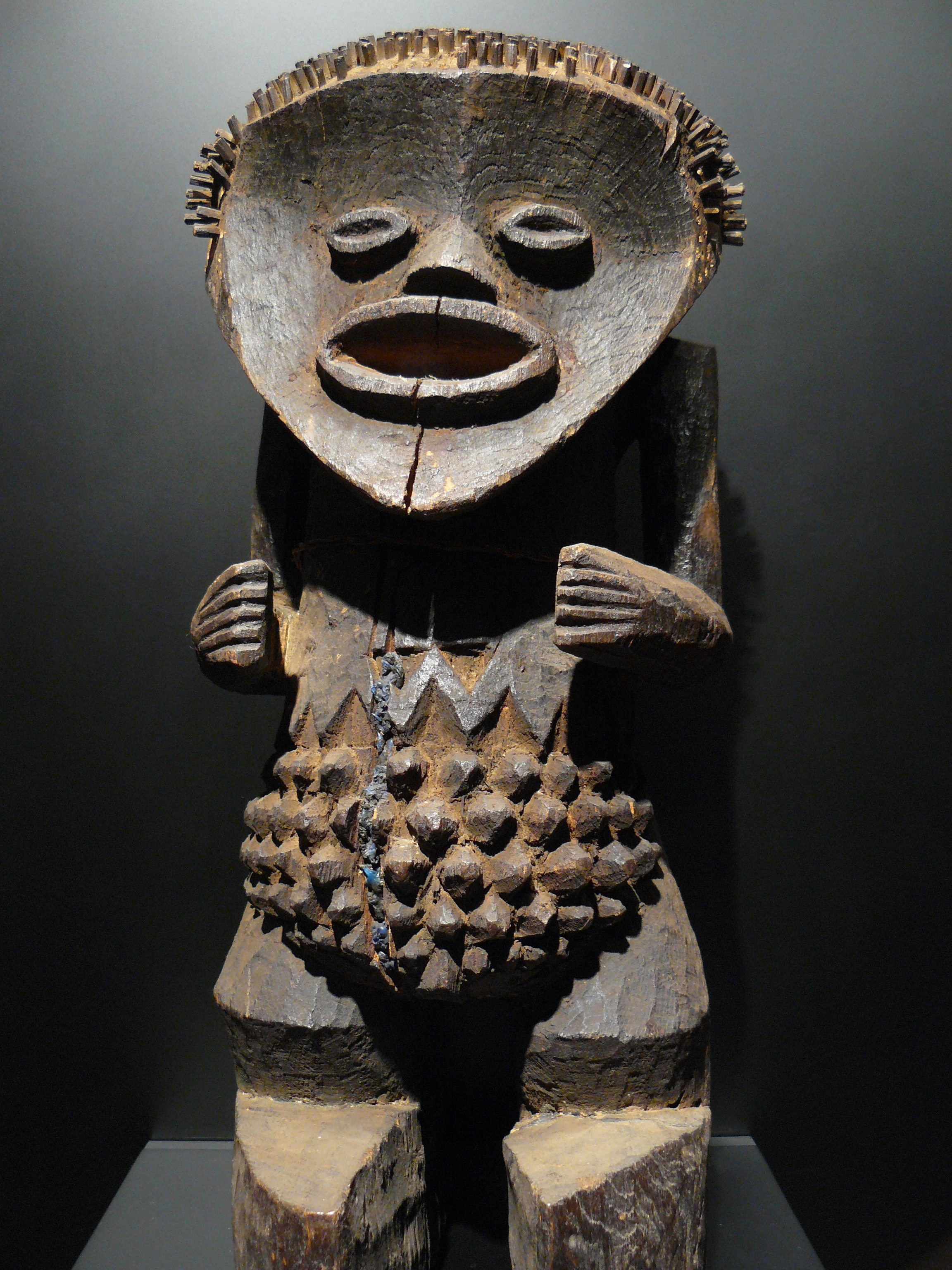
Statuie din provincia nigeriană Mambila
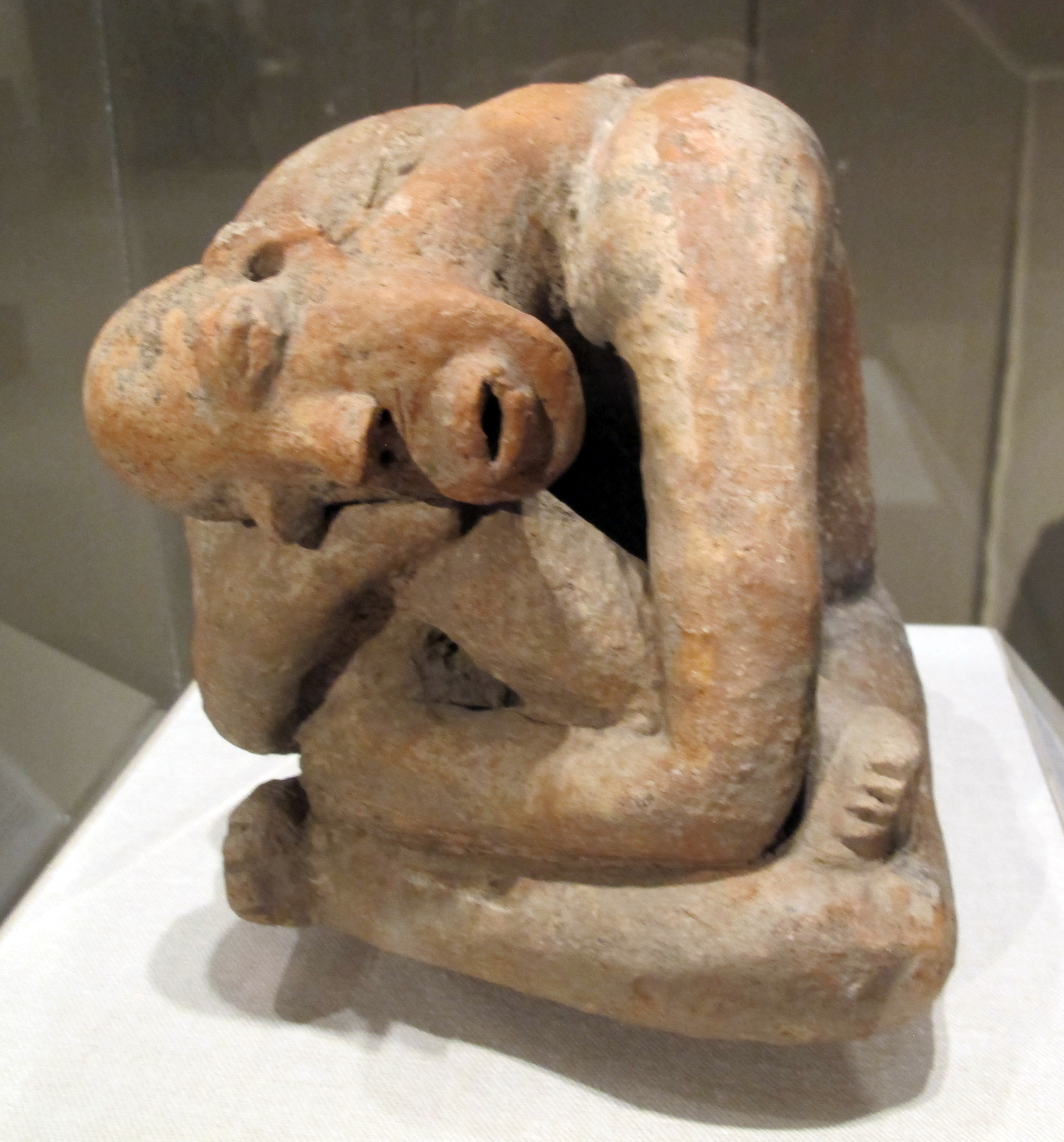
Figurină de teracotă din Mali ce este expusă la Metropolitan Museum of Art din New York, Statele Unite ale Americii
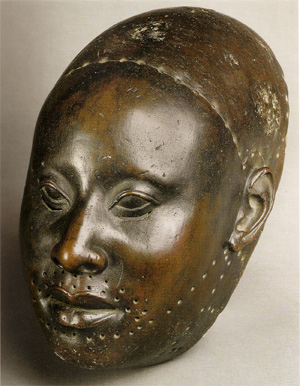
Cap sculptat în bronz în secolul al XII -lea de oameni ai populației Yoruba, Ife, Nigeria.
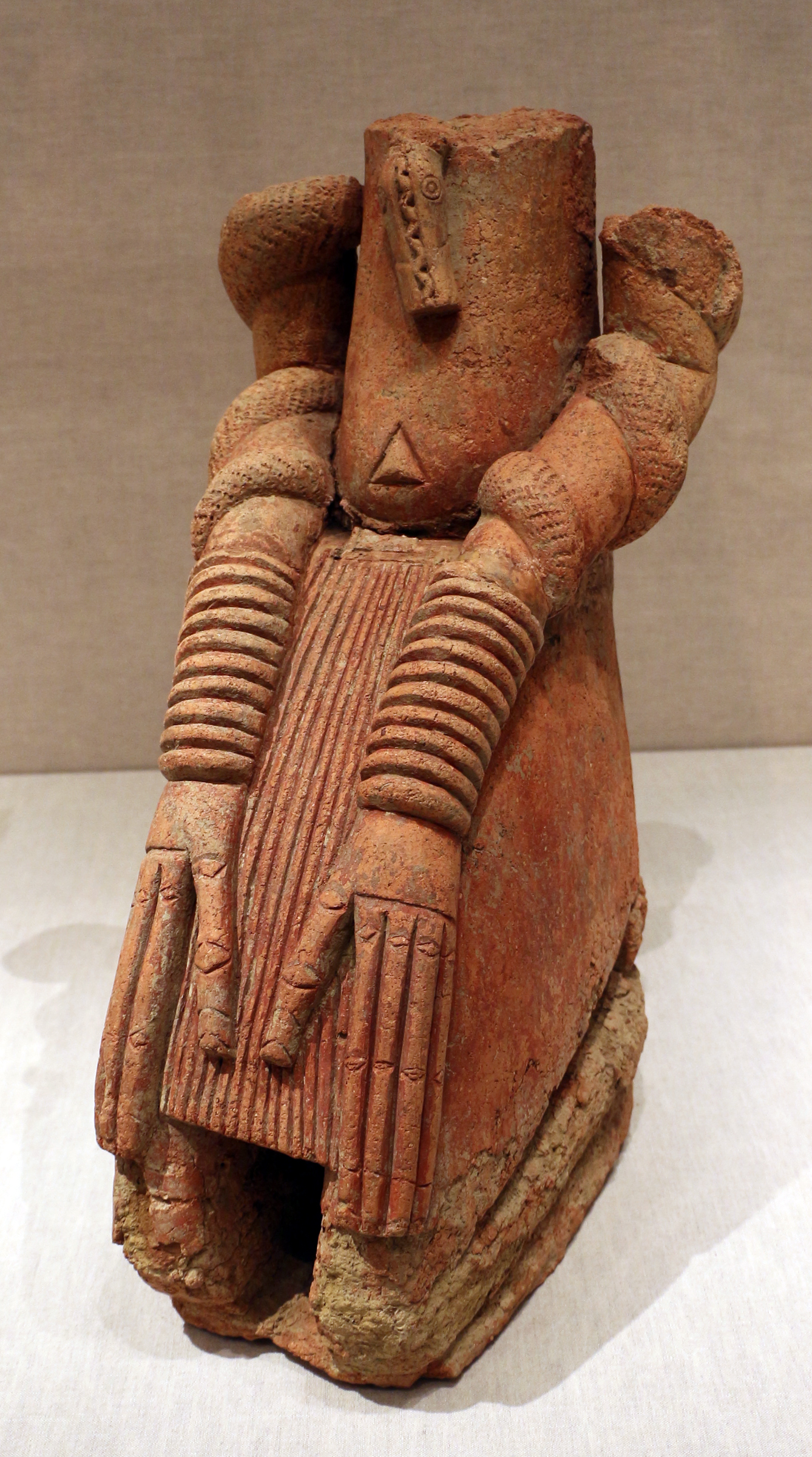
Teracotă din Mali expusă în Institutul de Artă din Chicago
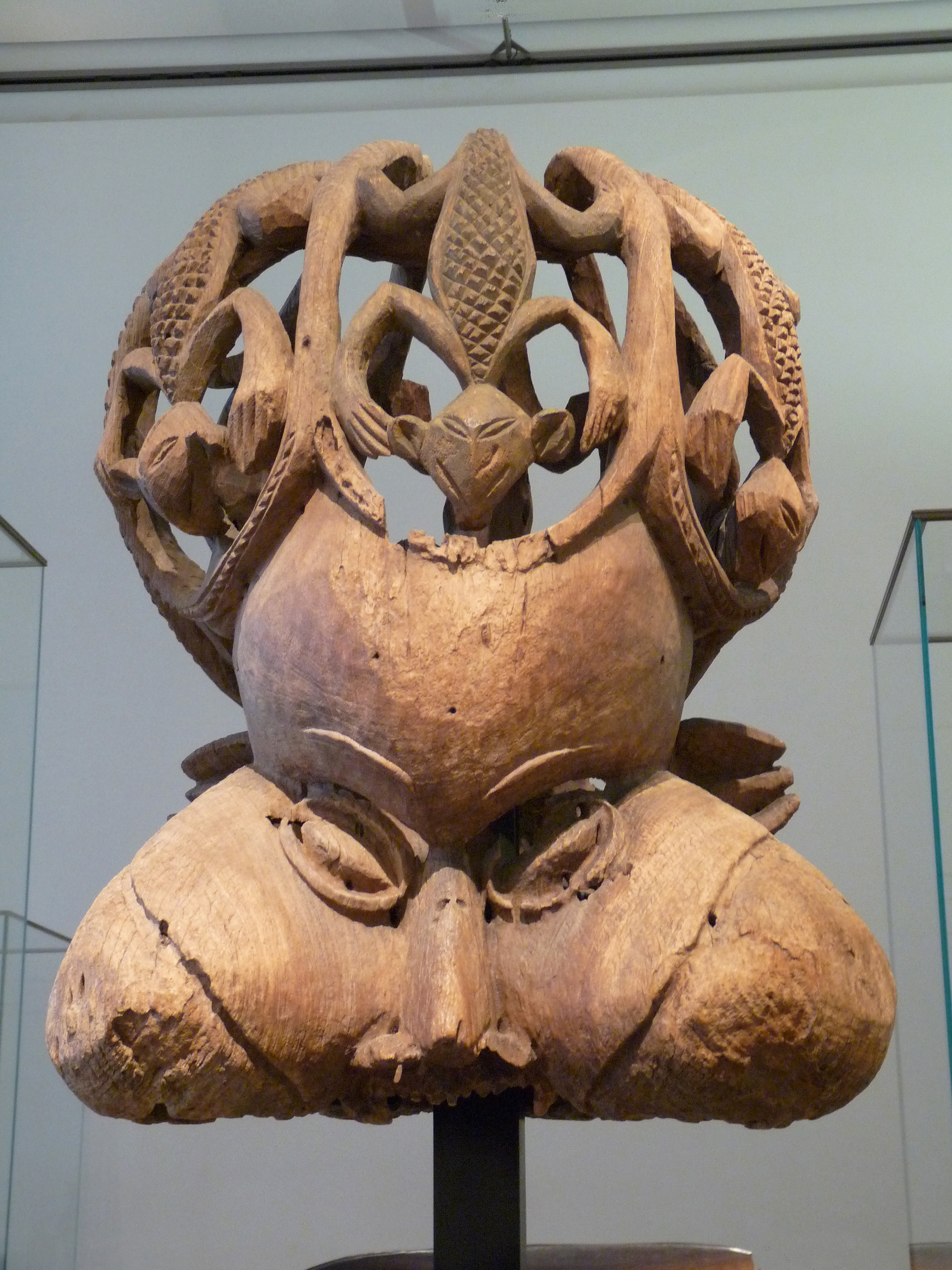
Mască africană expusă în Muzeul Luvru din Paris, Franța
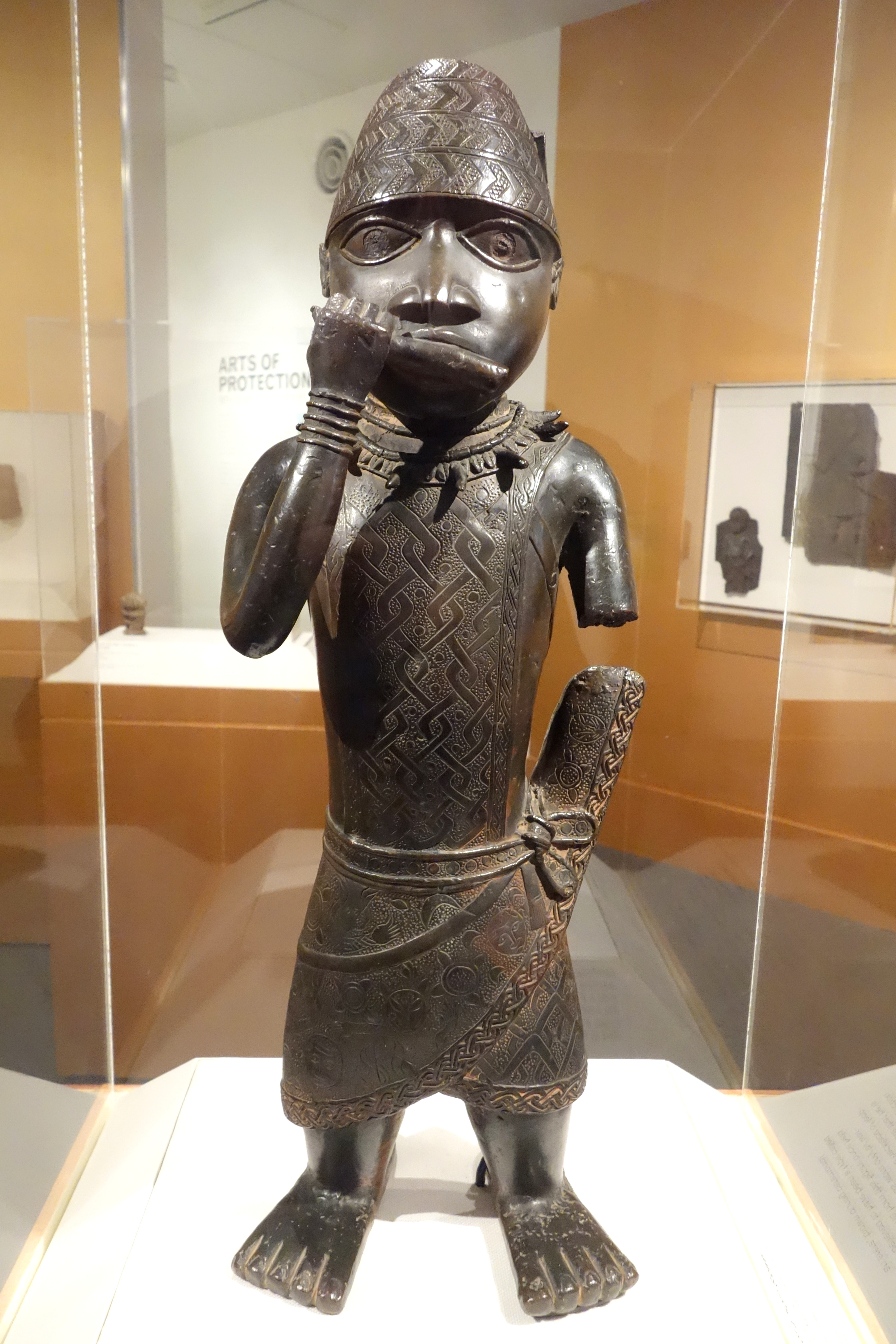
Figurină edo din circa 1505-1550, expusă la Brooklyn Museum din New York, Statele Unite ale Americii
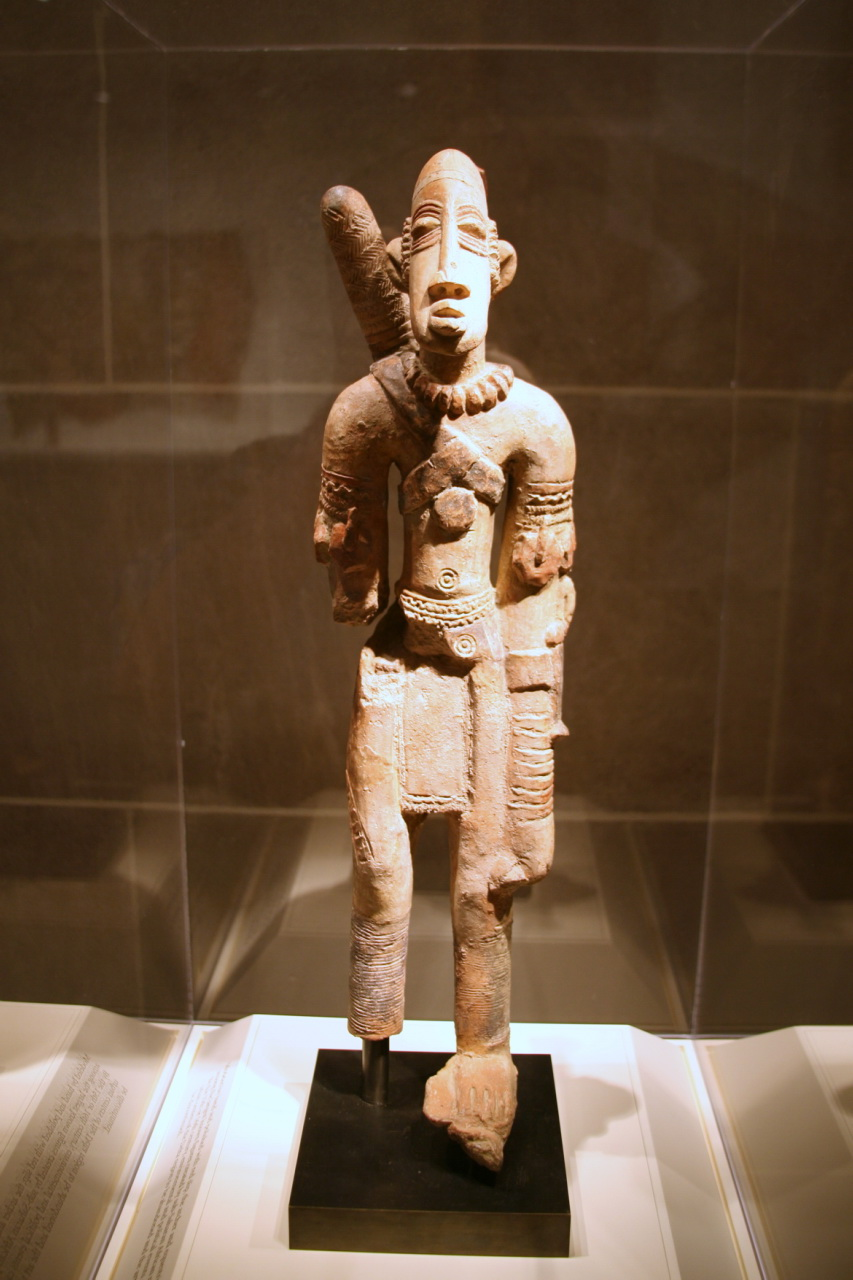
Figruină din zona Deltei Nigerului, în Mali
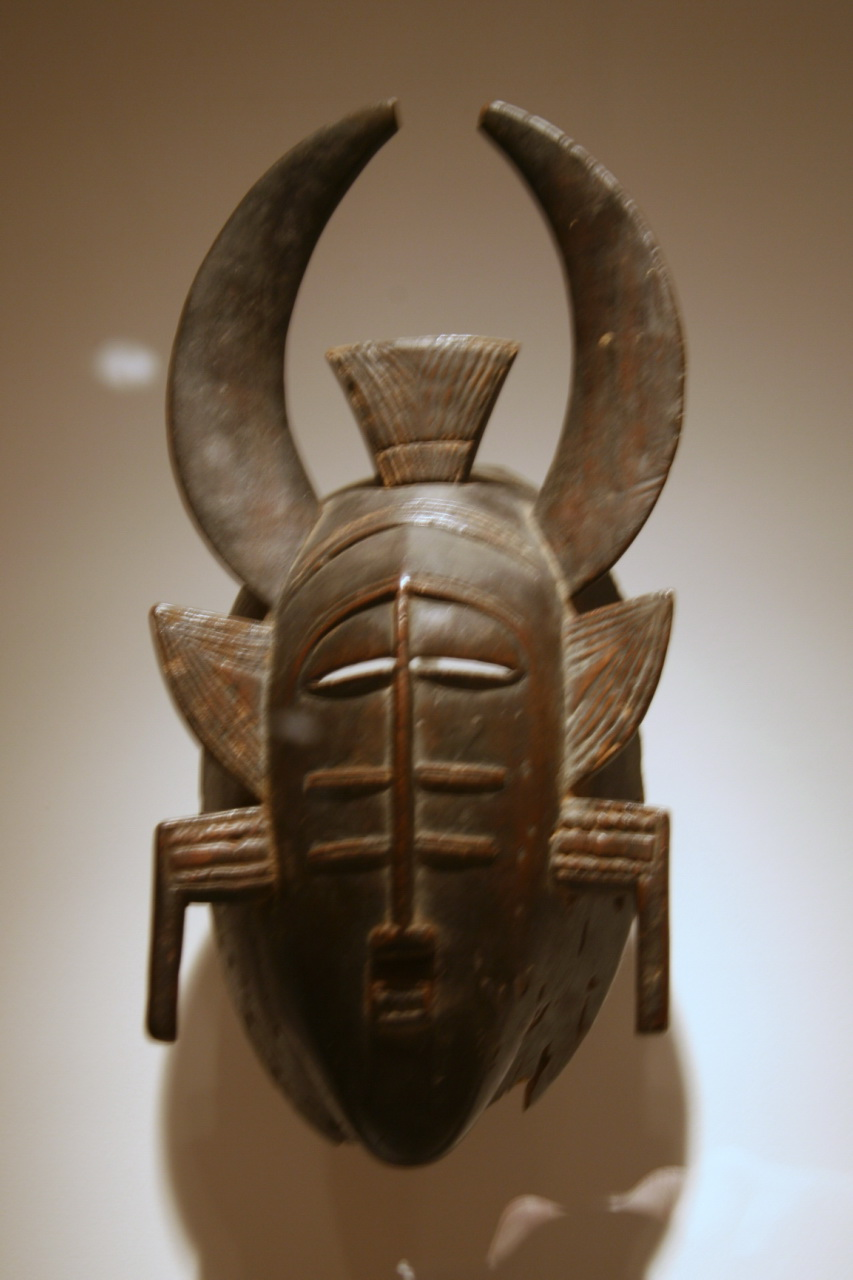
Mască din Coasta de Fildeș
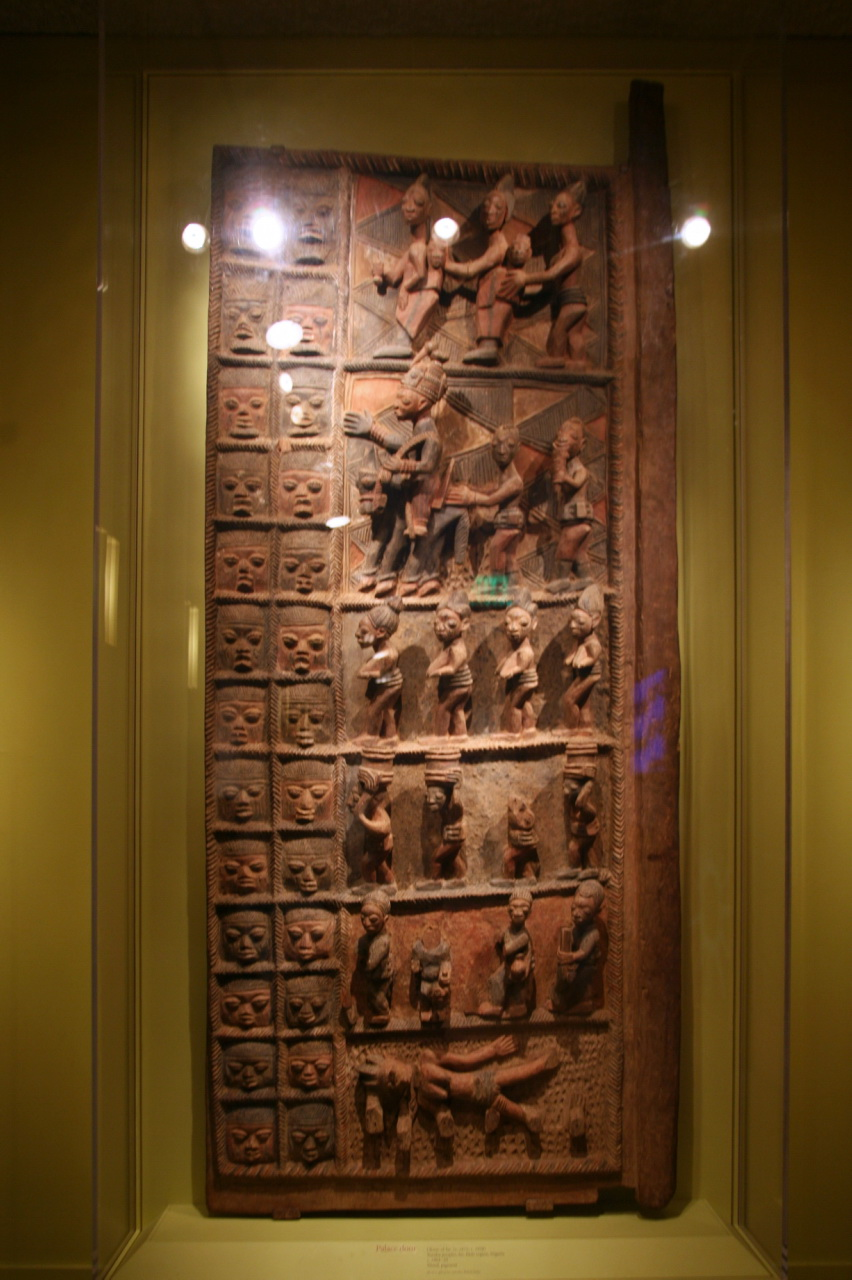
Ușă iorubeană de palat
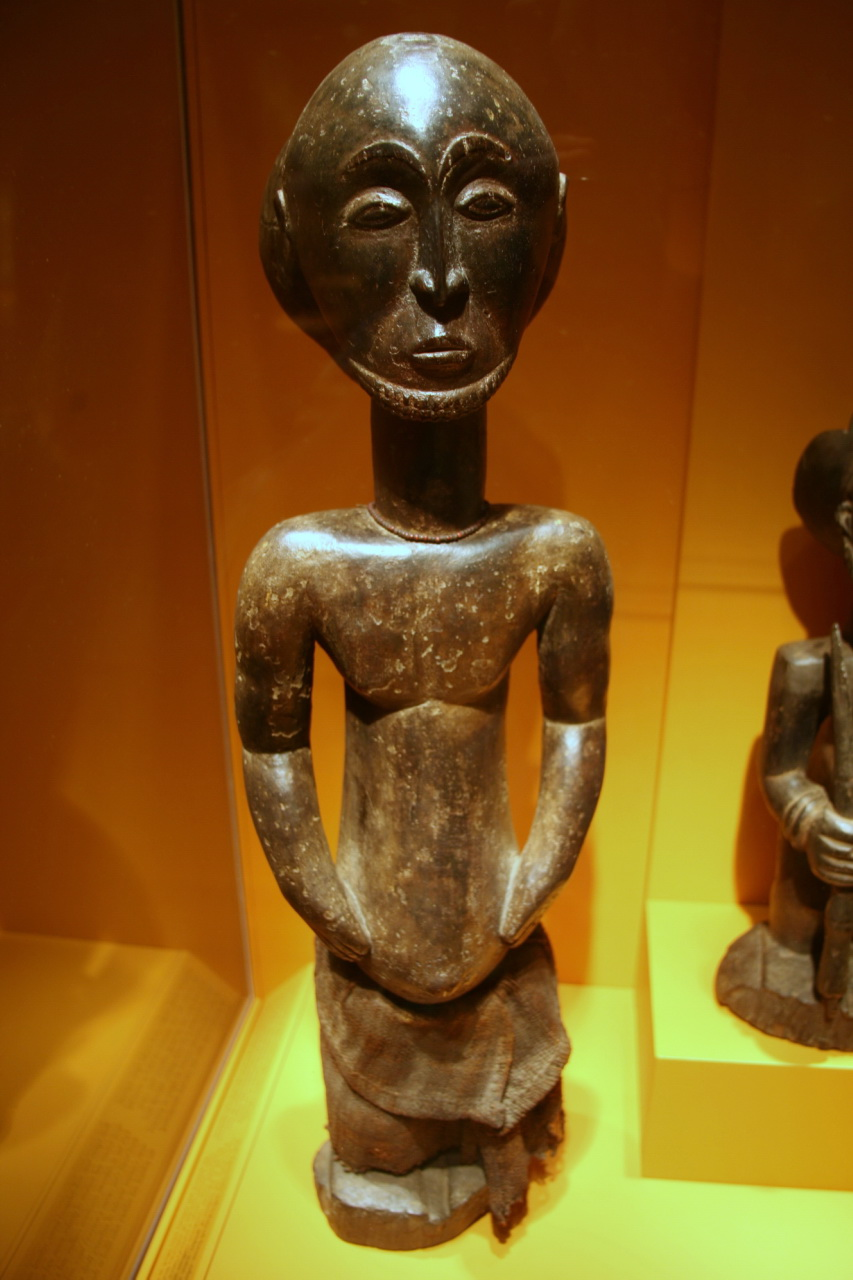
Figruină a poporului hemba din Republica Democrată Congo
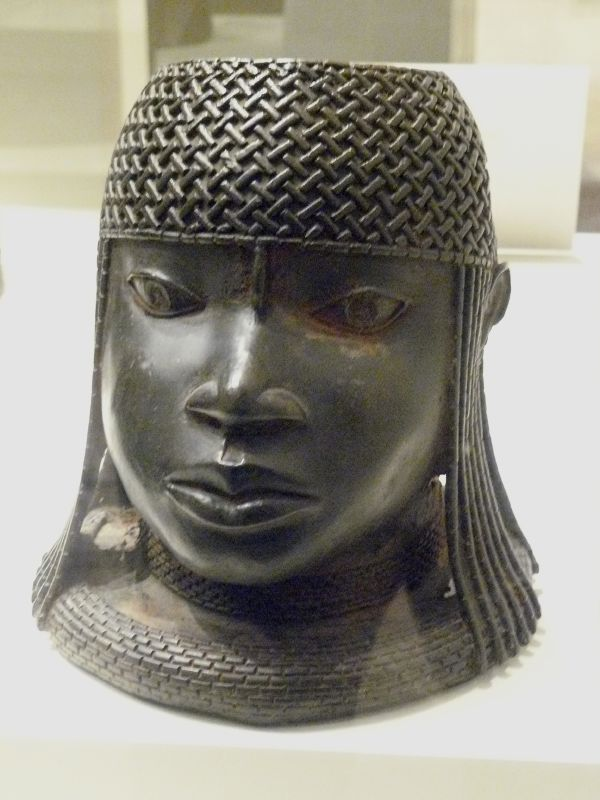
Cap de oba din secolul al XVI-lea
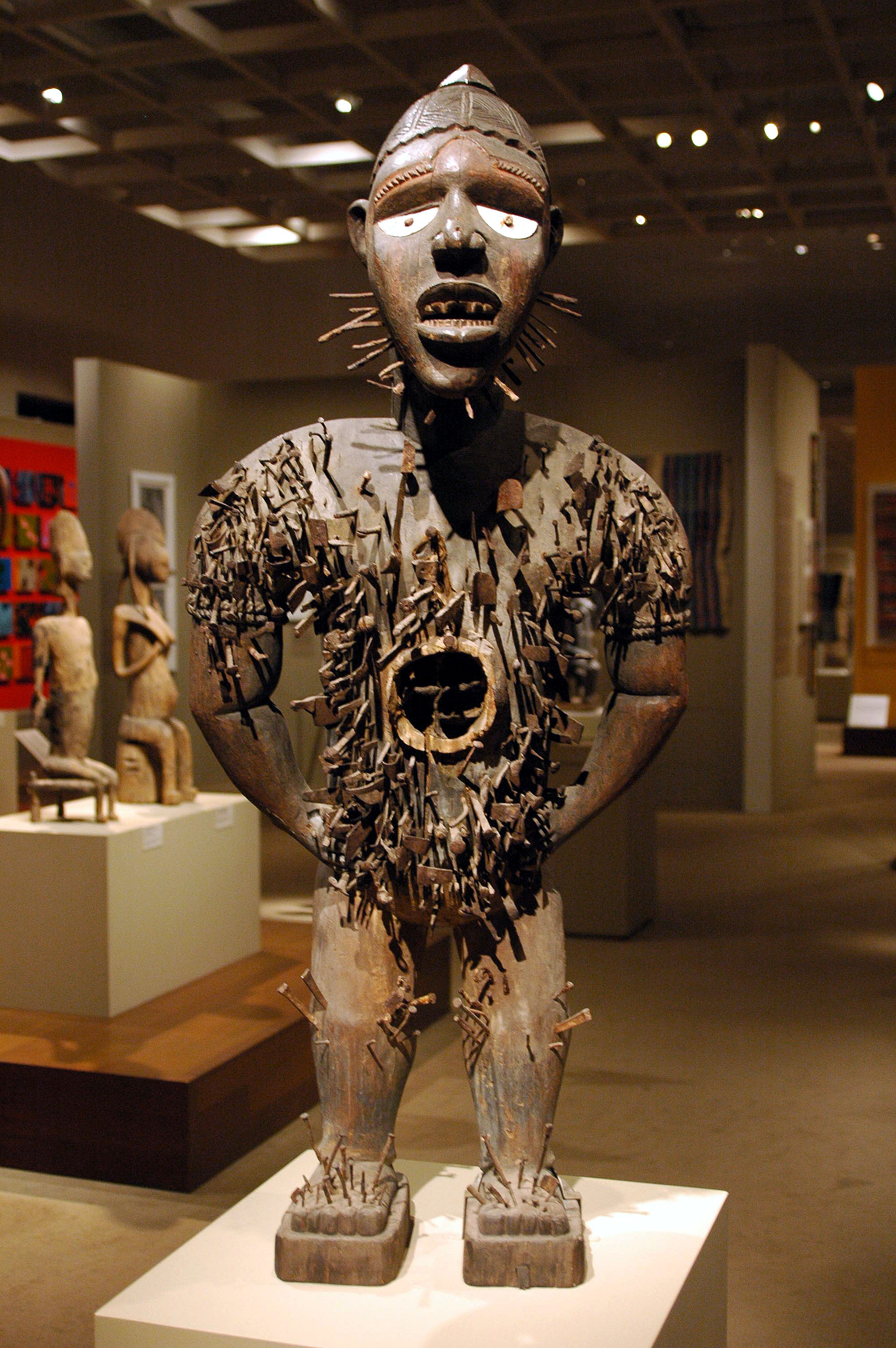
Figruină din Republica Democrată Congo
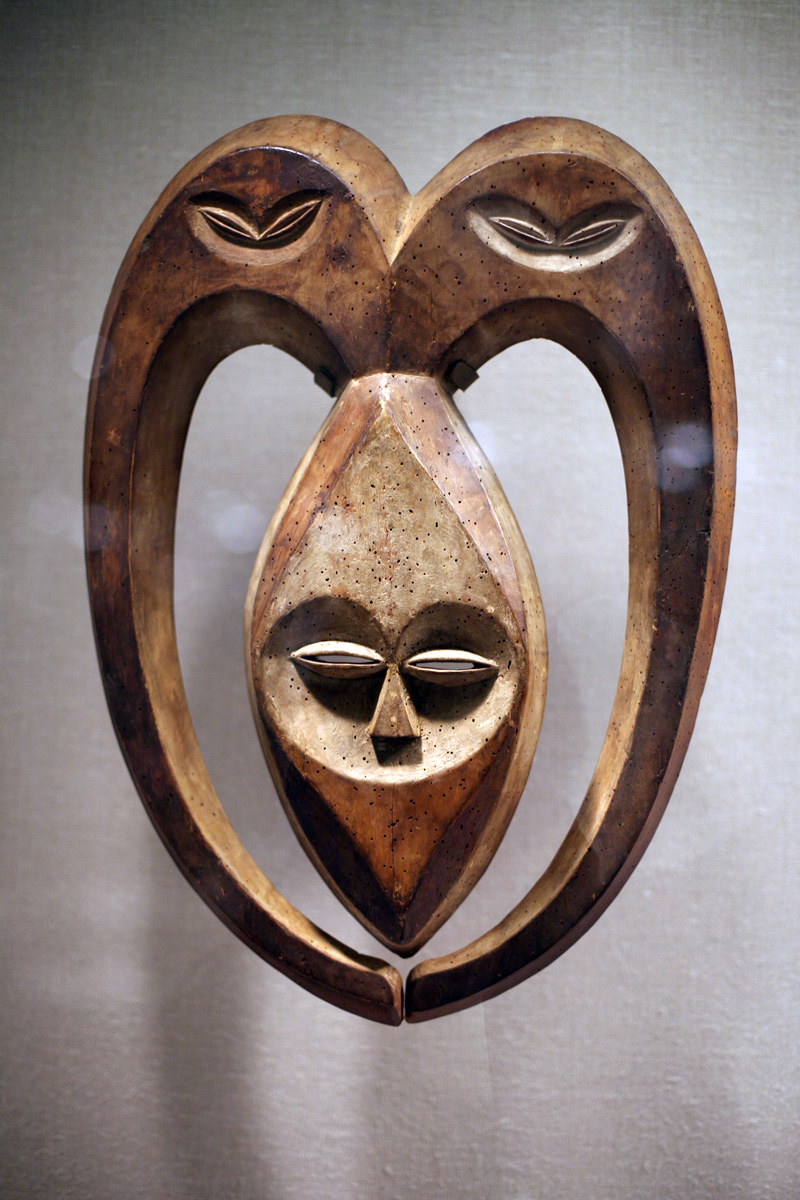
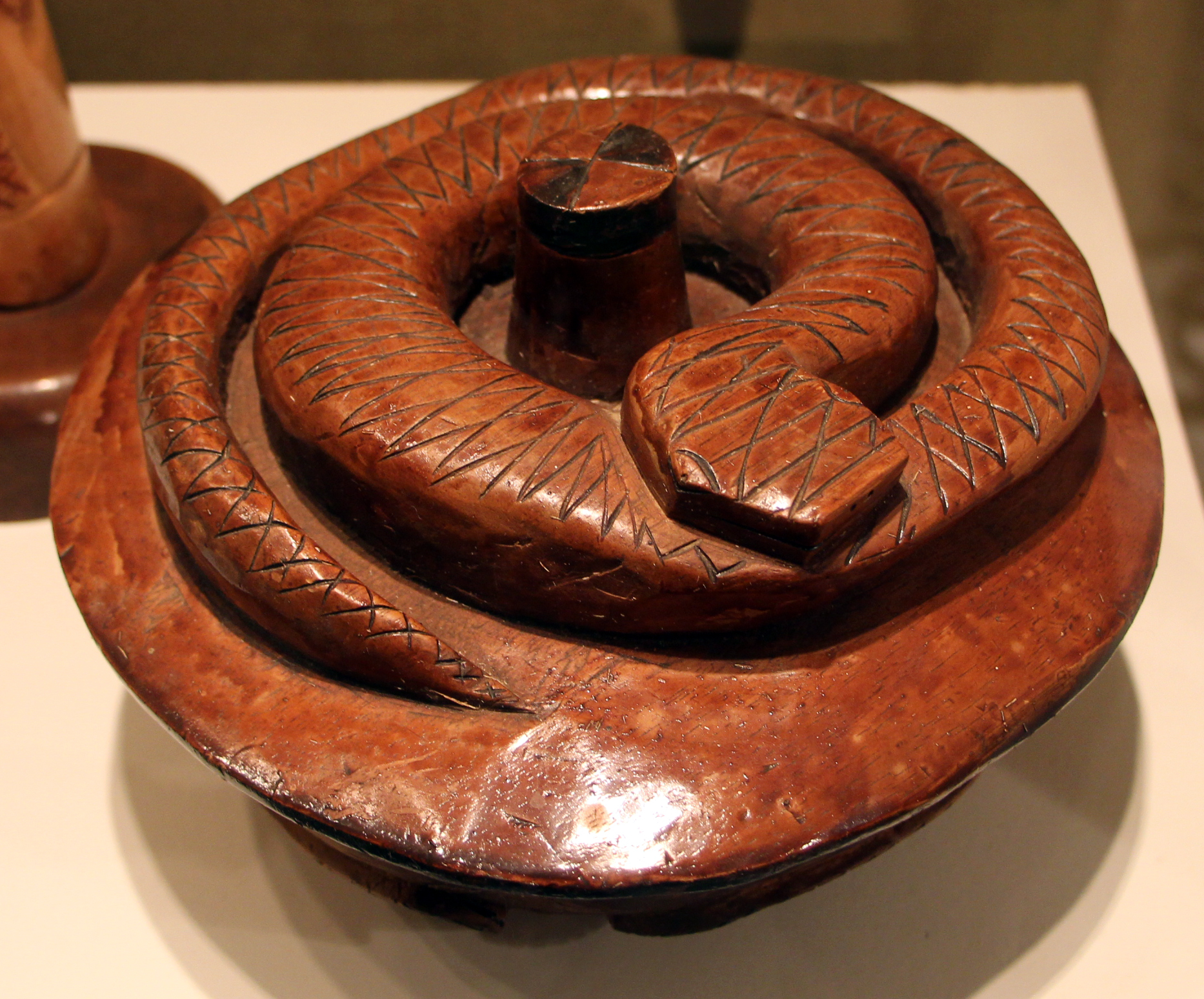
Recipient din Guineea-Bissau pe care este sculptat un șarpe
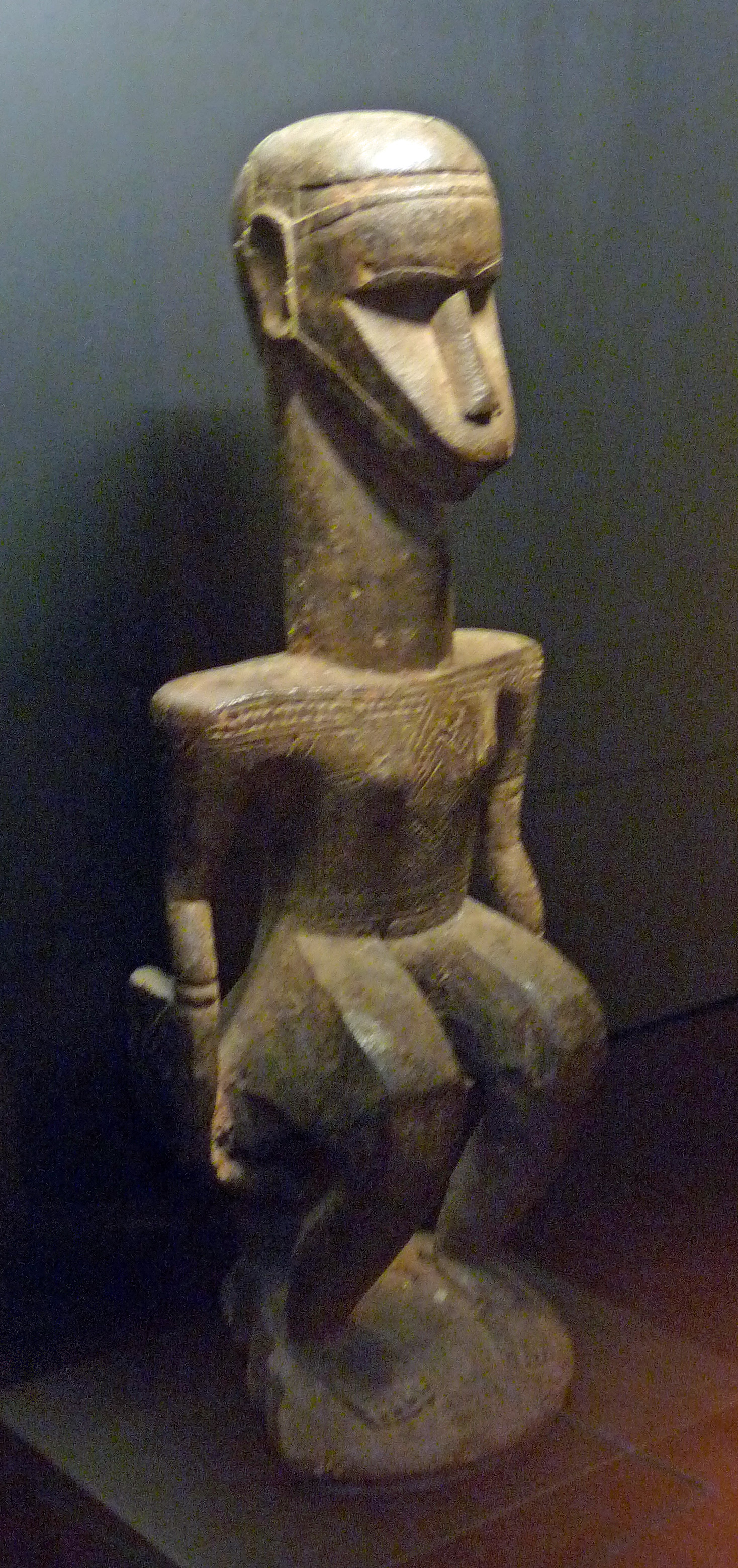
Statuie din Guineea-Bissau
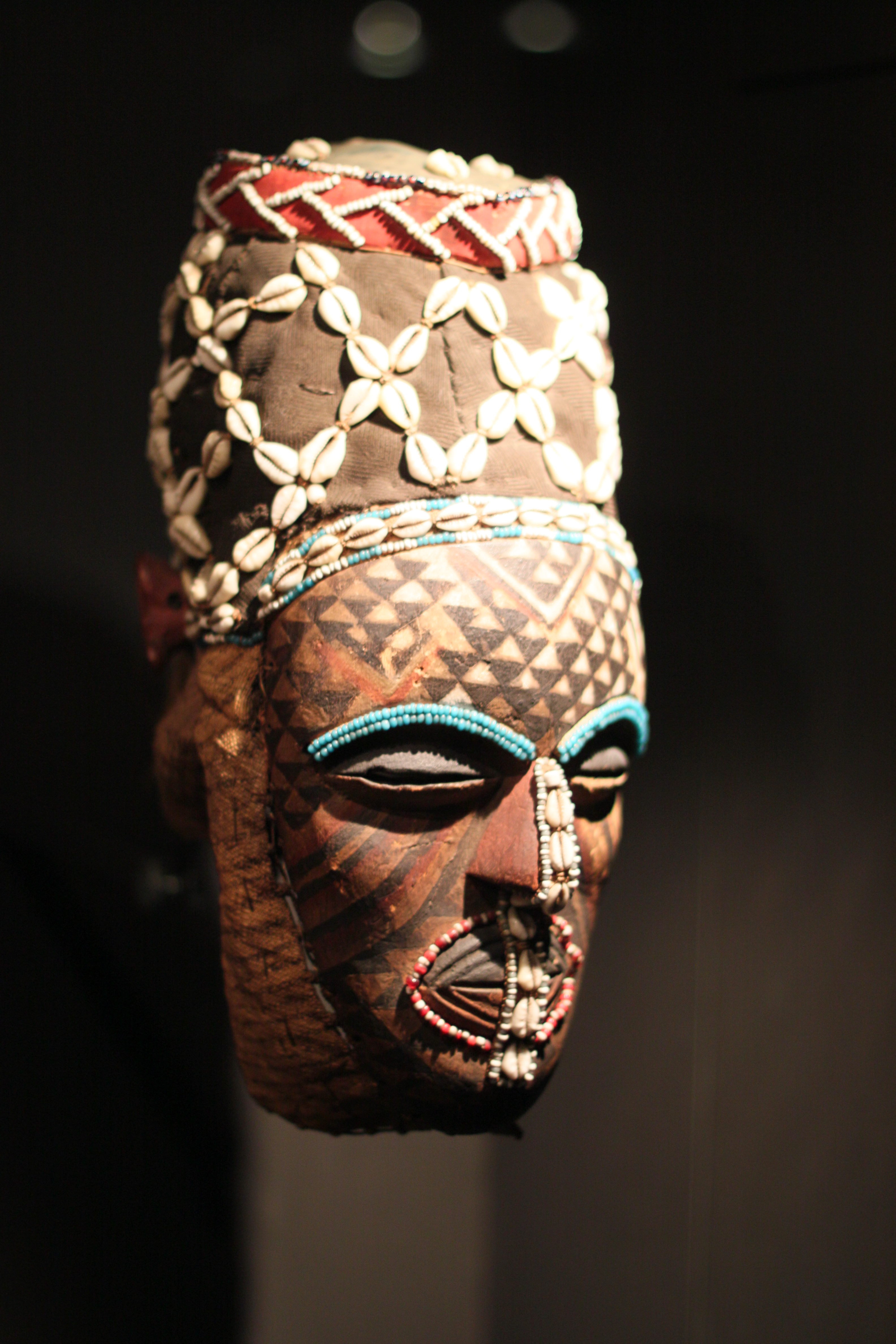
Mască din Republica Democrată Congo
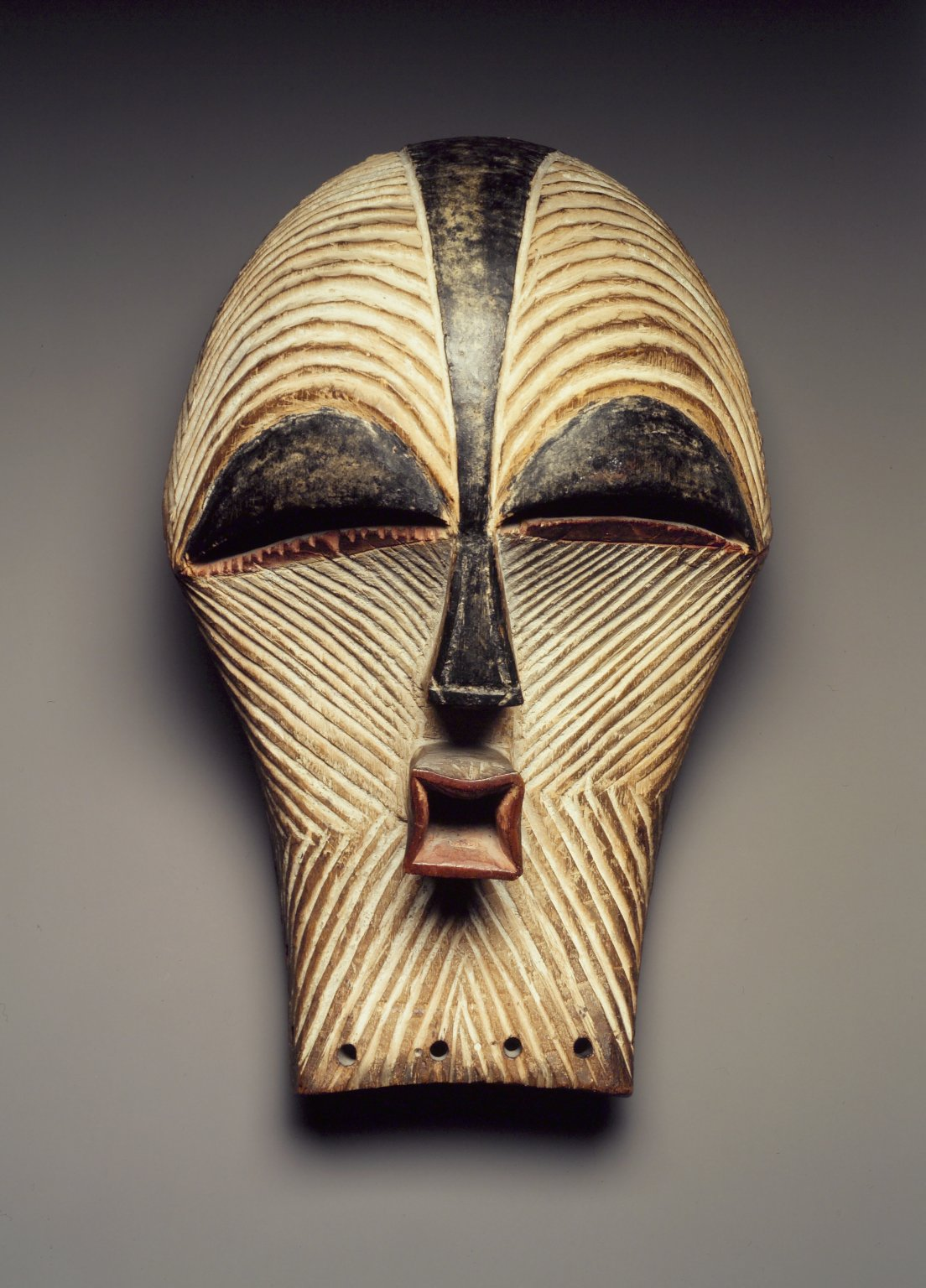
Mască ce este expusă în Brooklyn Museum din New York, în Statele Unite ale Americii
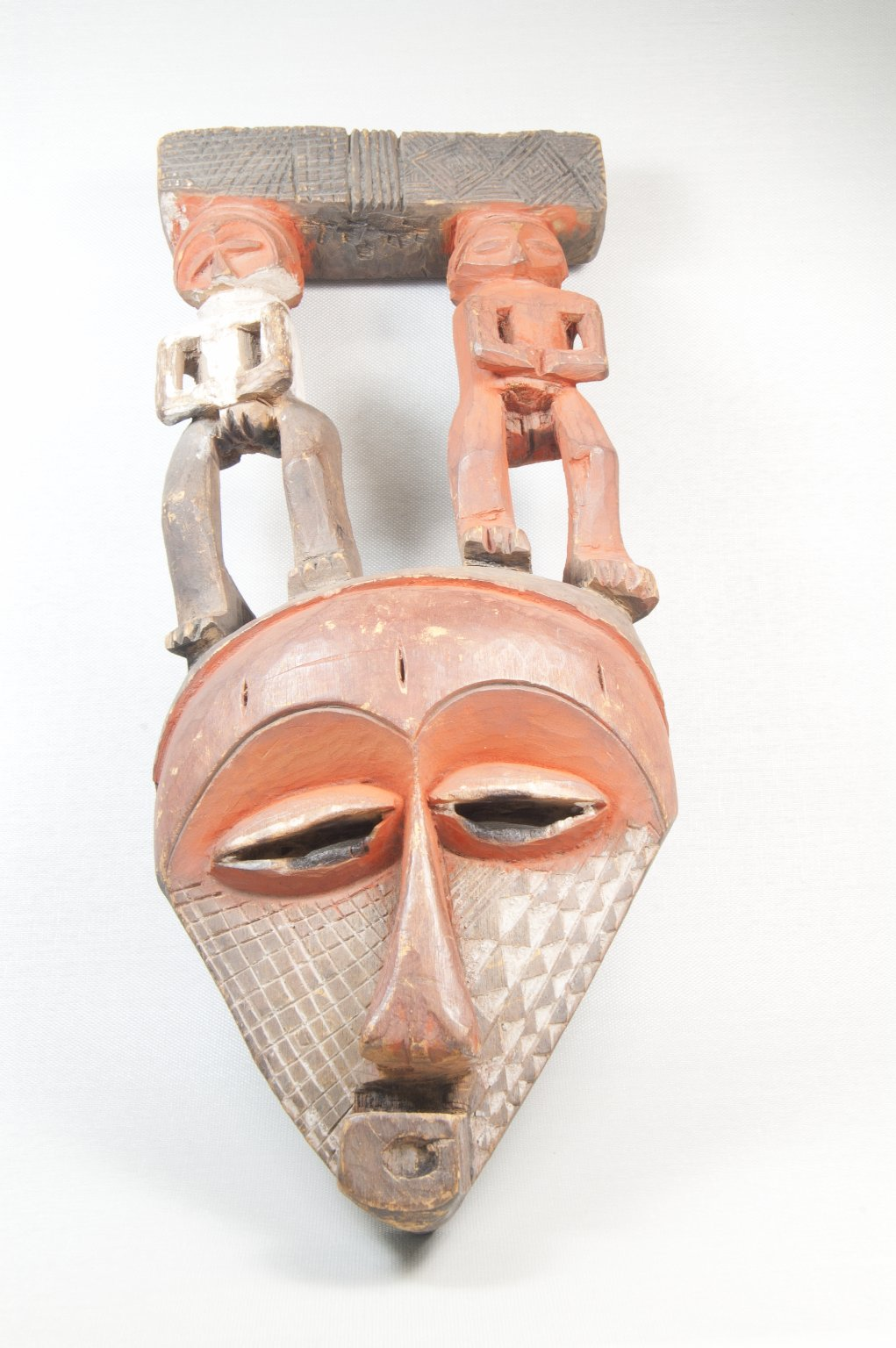
Mască ce este expusă în Brooklyn Museum din New York, în Statele Unite ale Americii
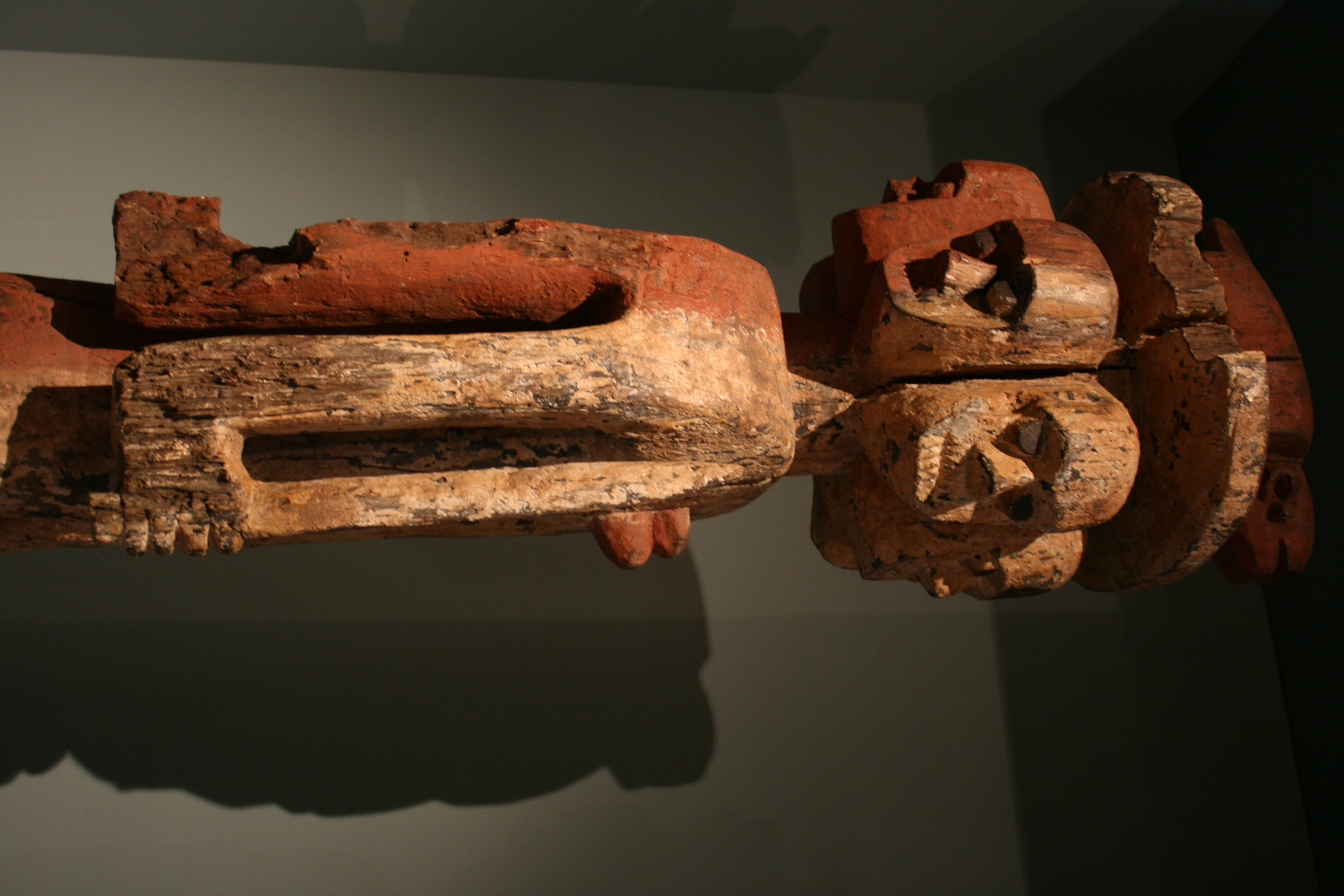
Statuie din Niger
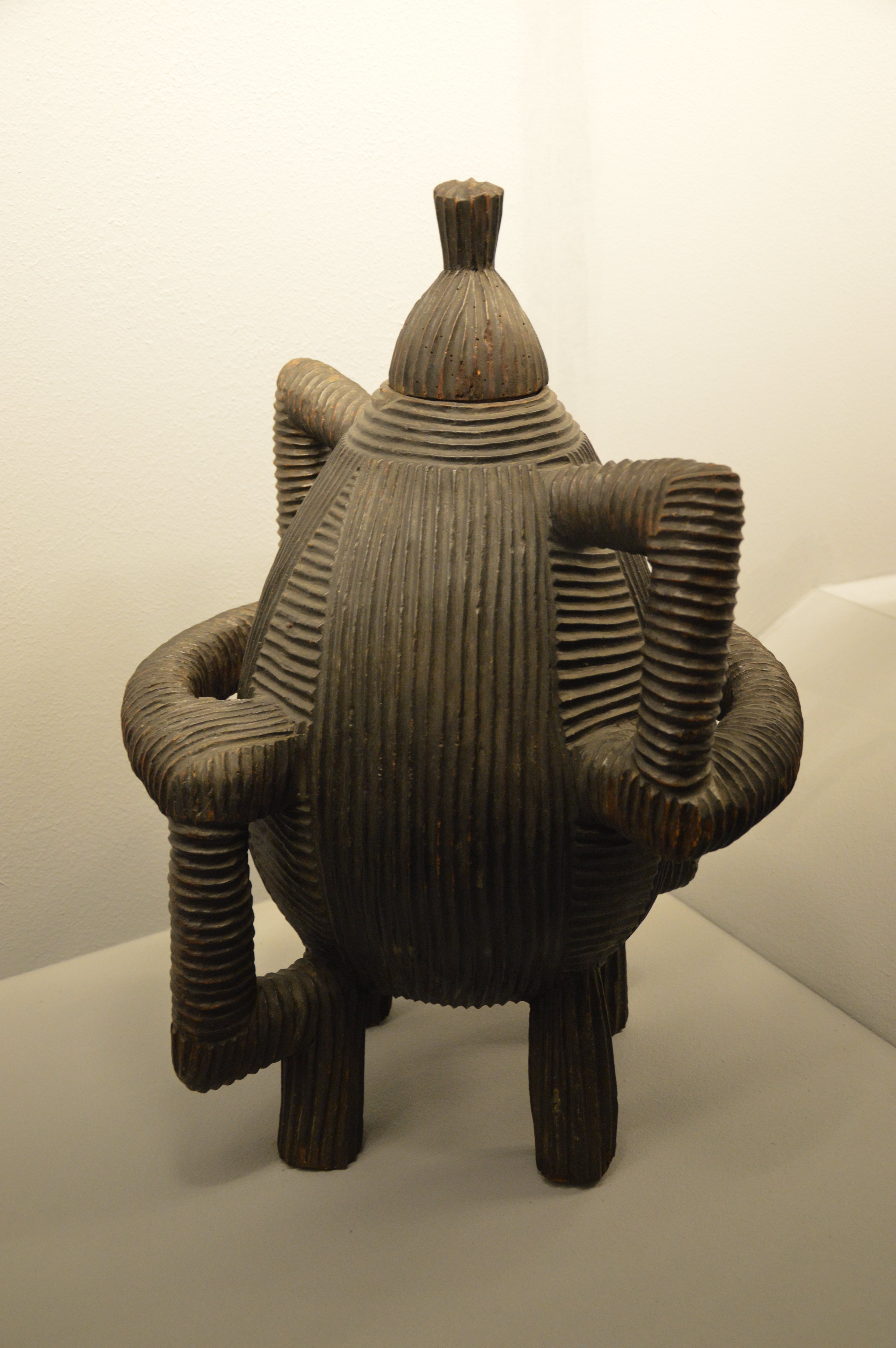
Recipient din Swaziland
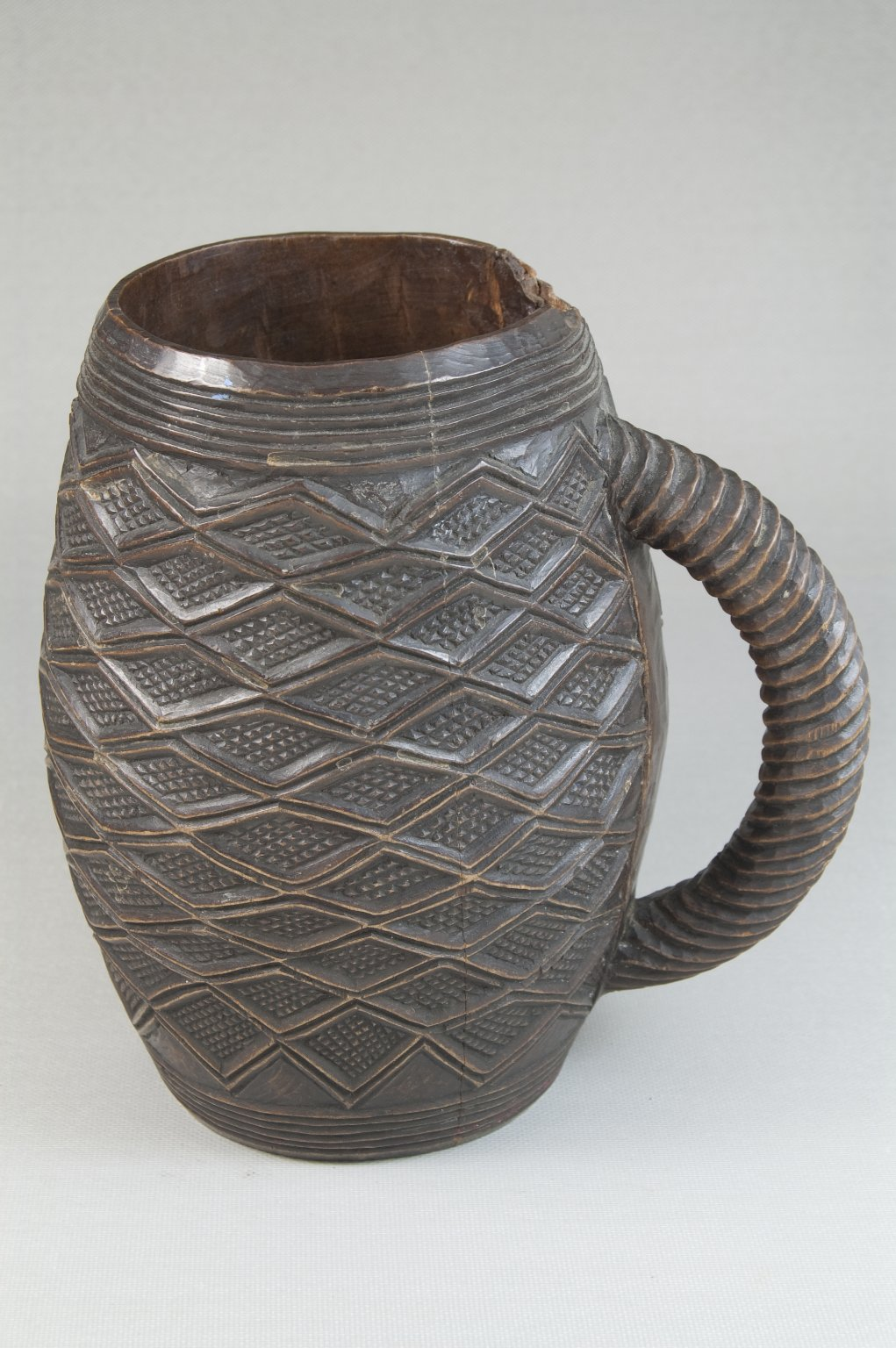
Cană din Brooklyn Museum
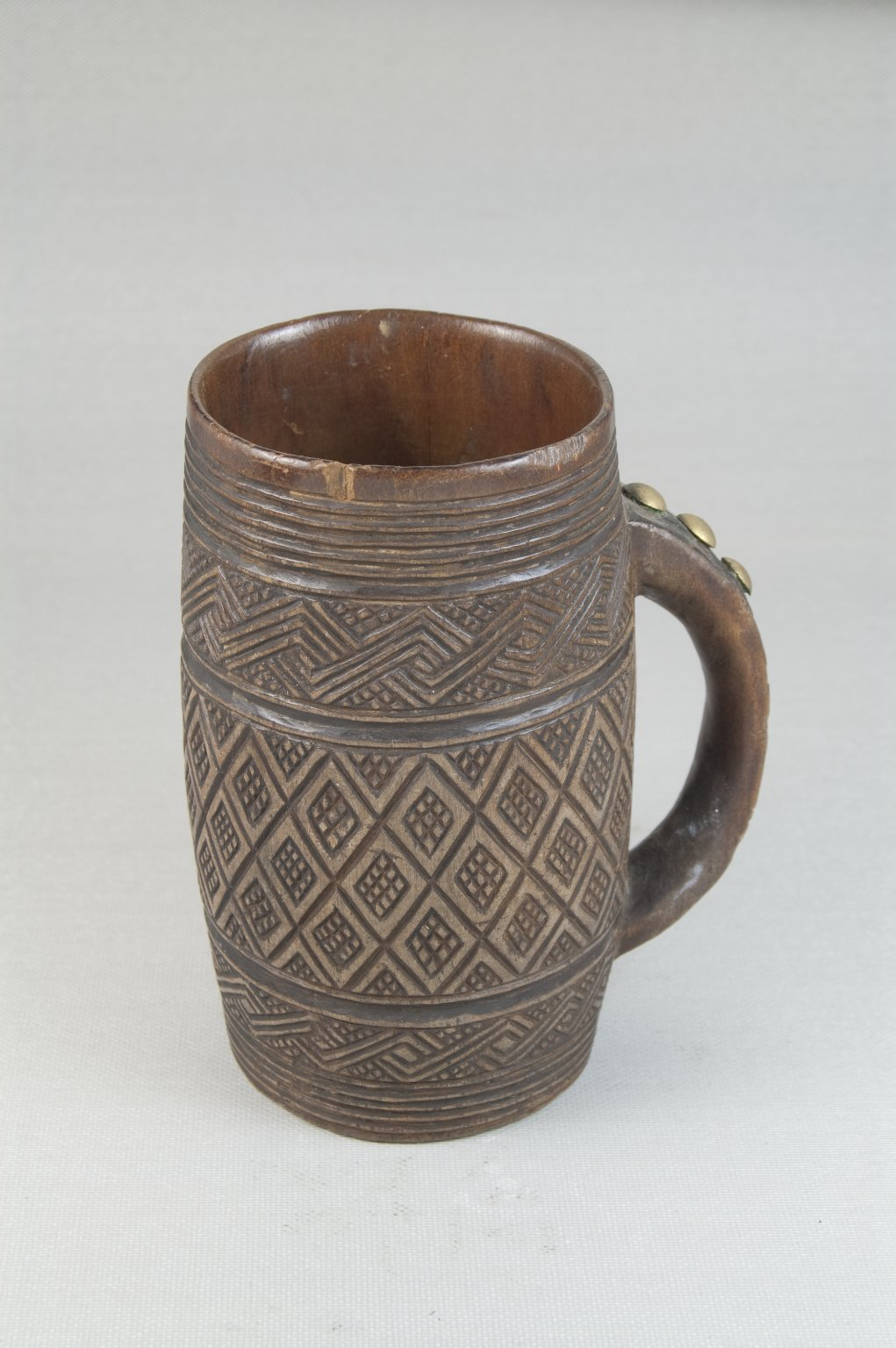
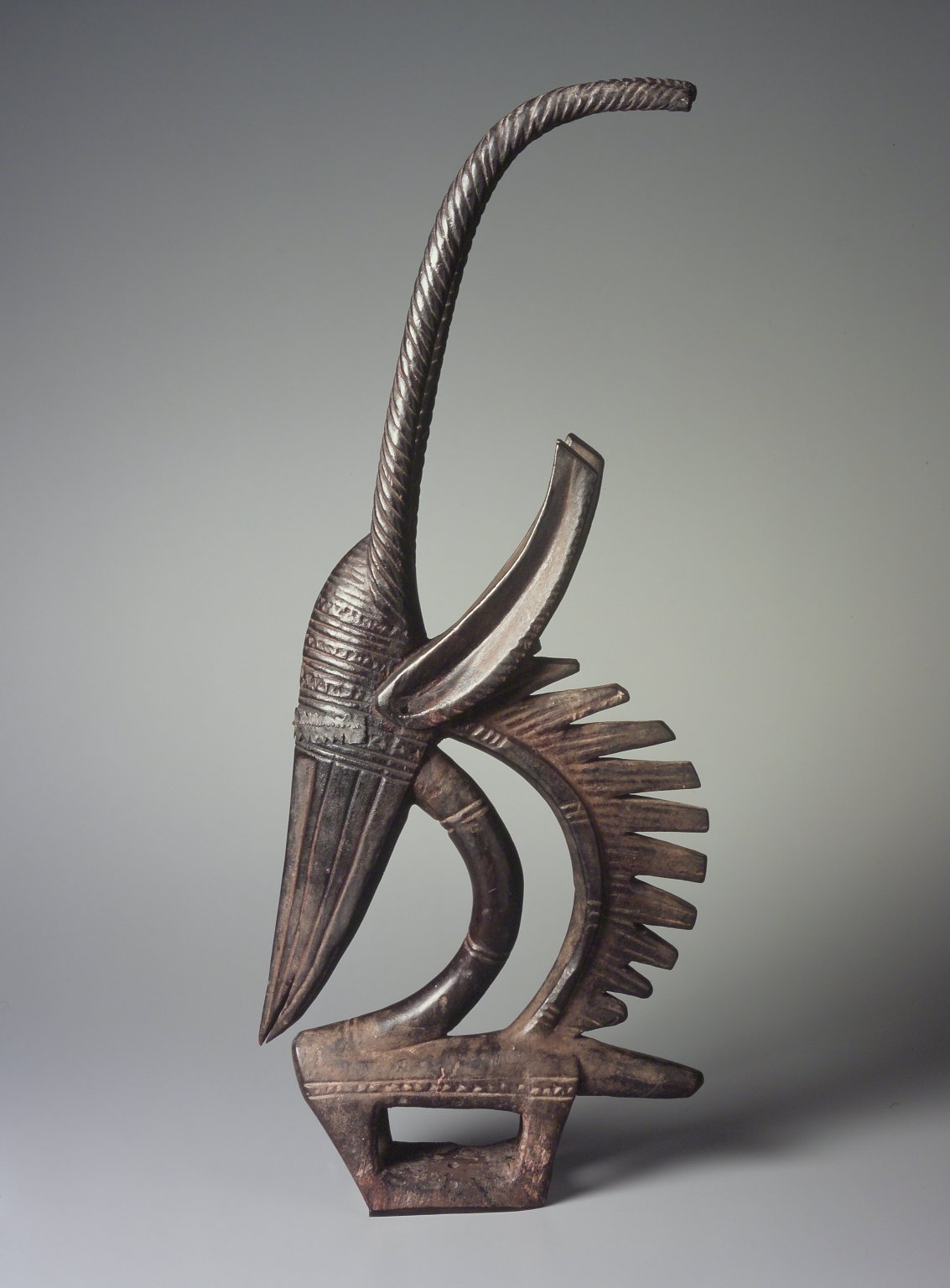
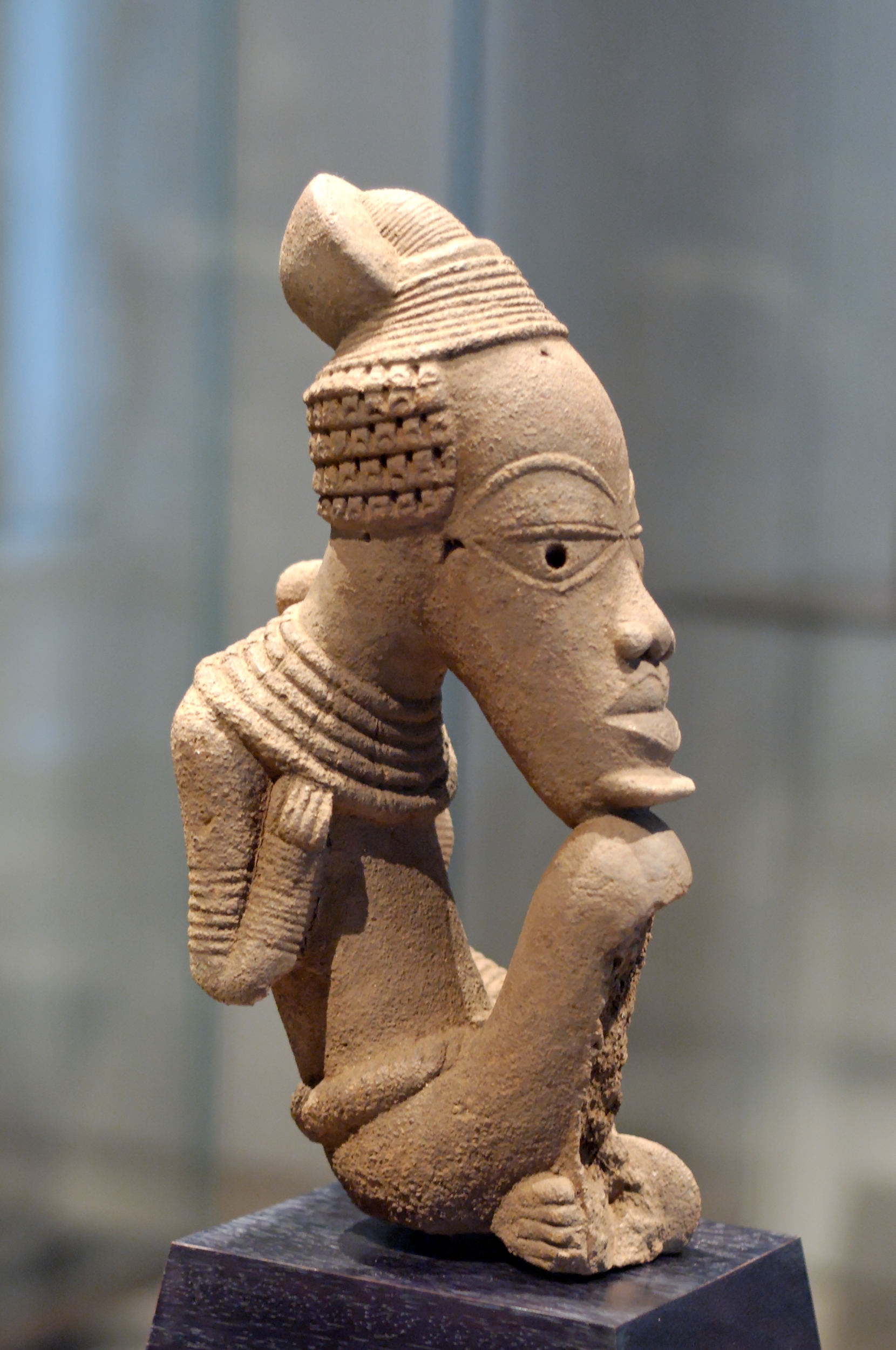
Figurină de teracotă a culturii nok din muzeul Luvru din Paris, în Franța
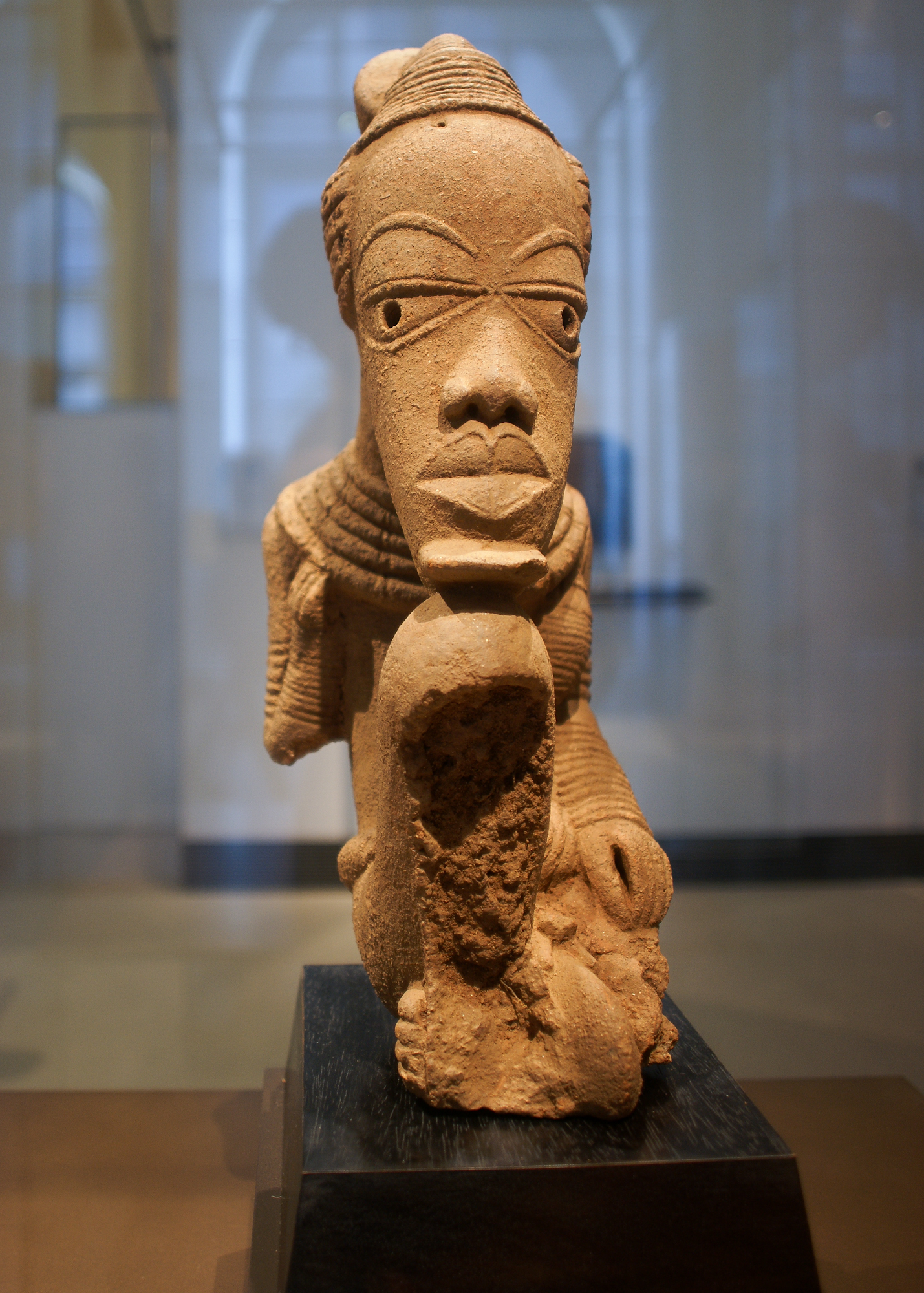
Aceeași figurină, doar că aici este pozată dintr-un unghi diferit
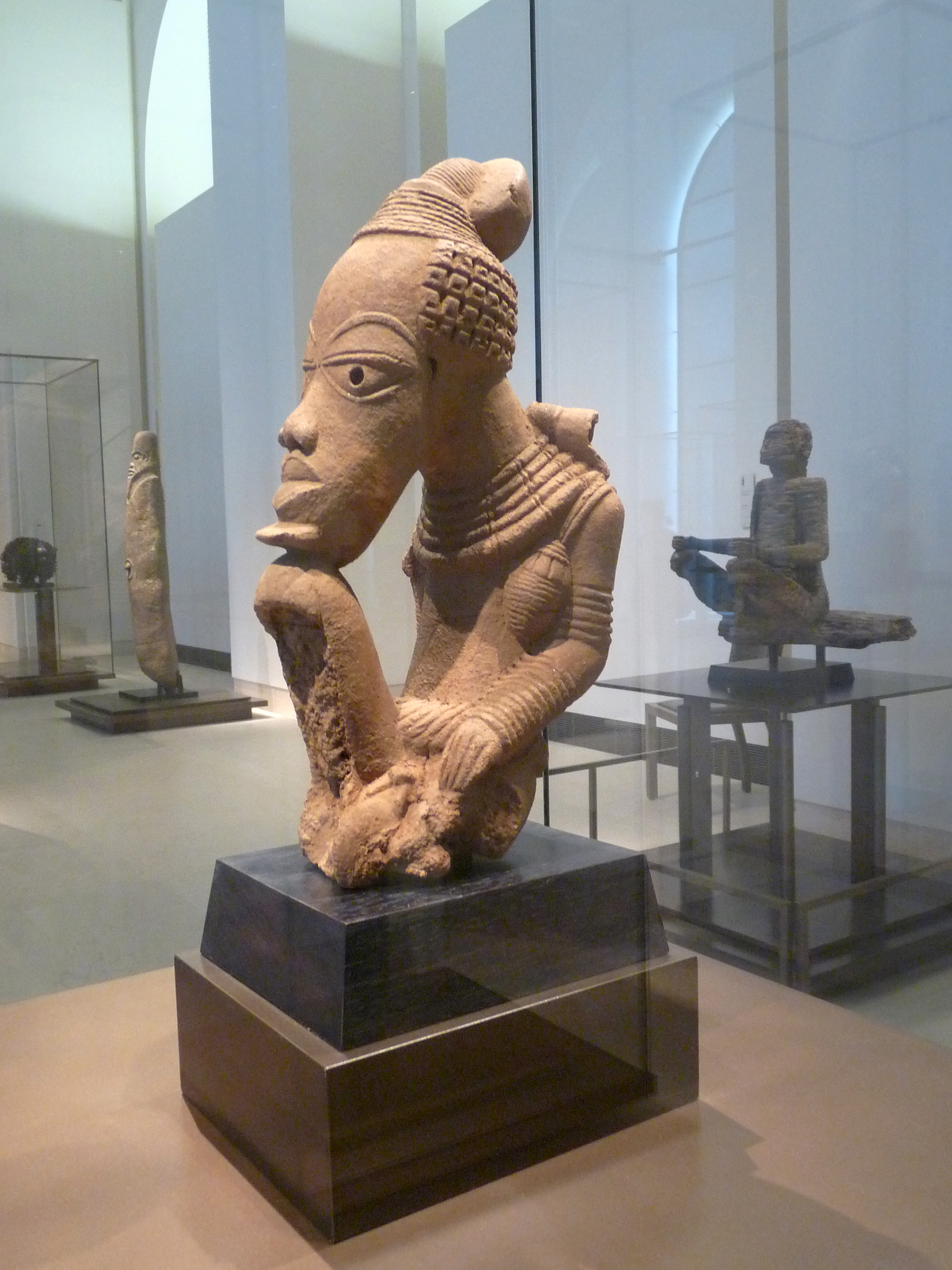
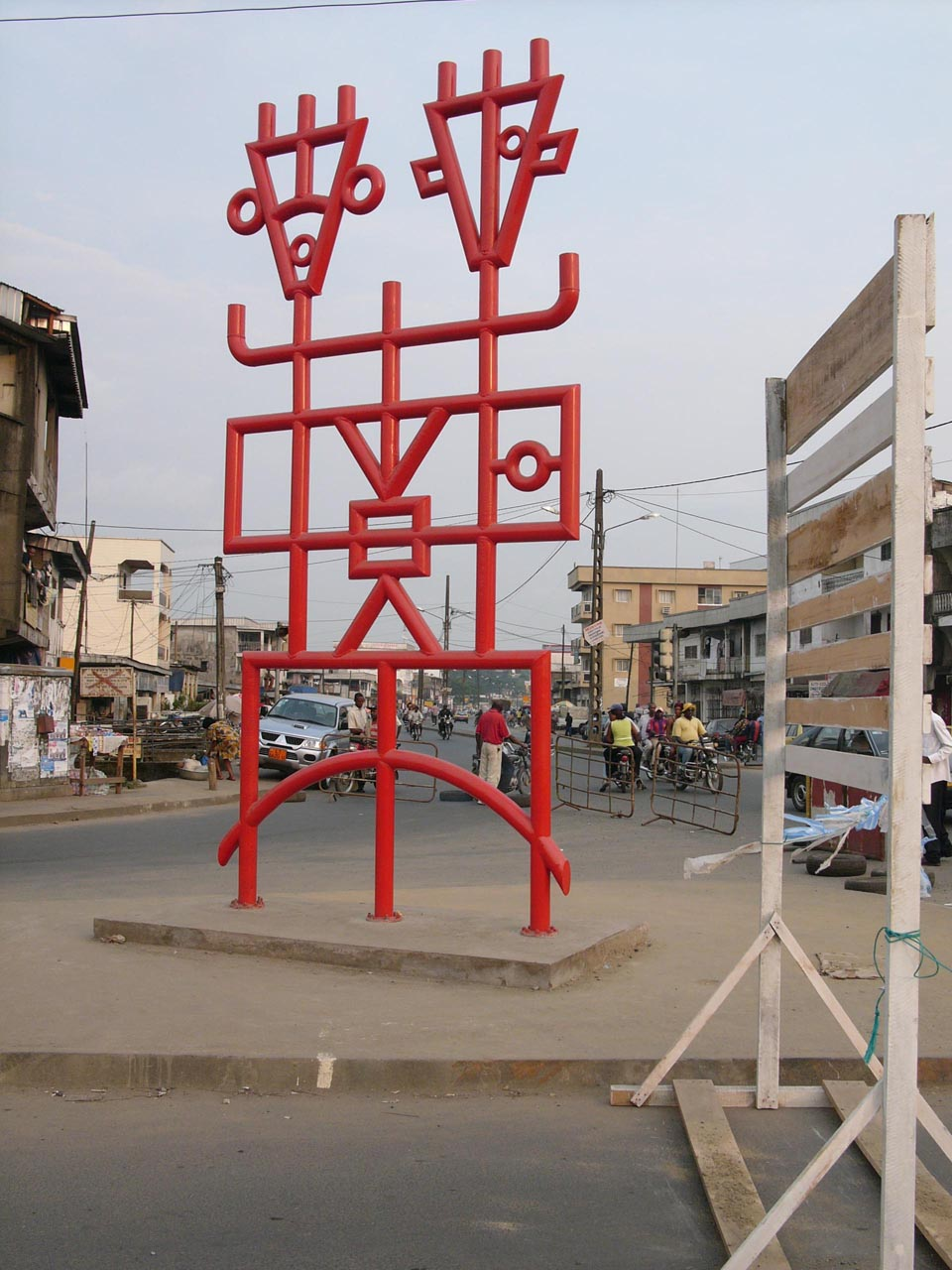
Operă de artă africană contemporană din Camerun
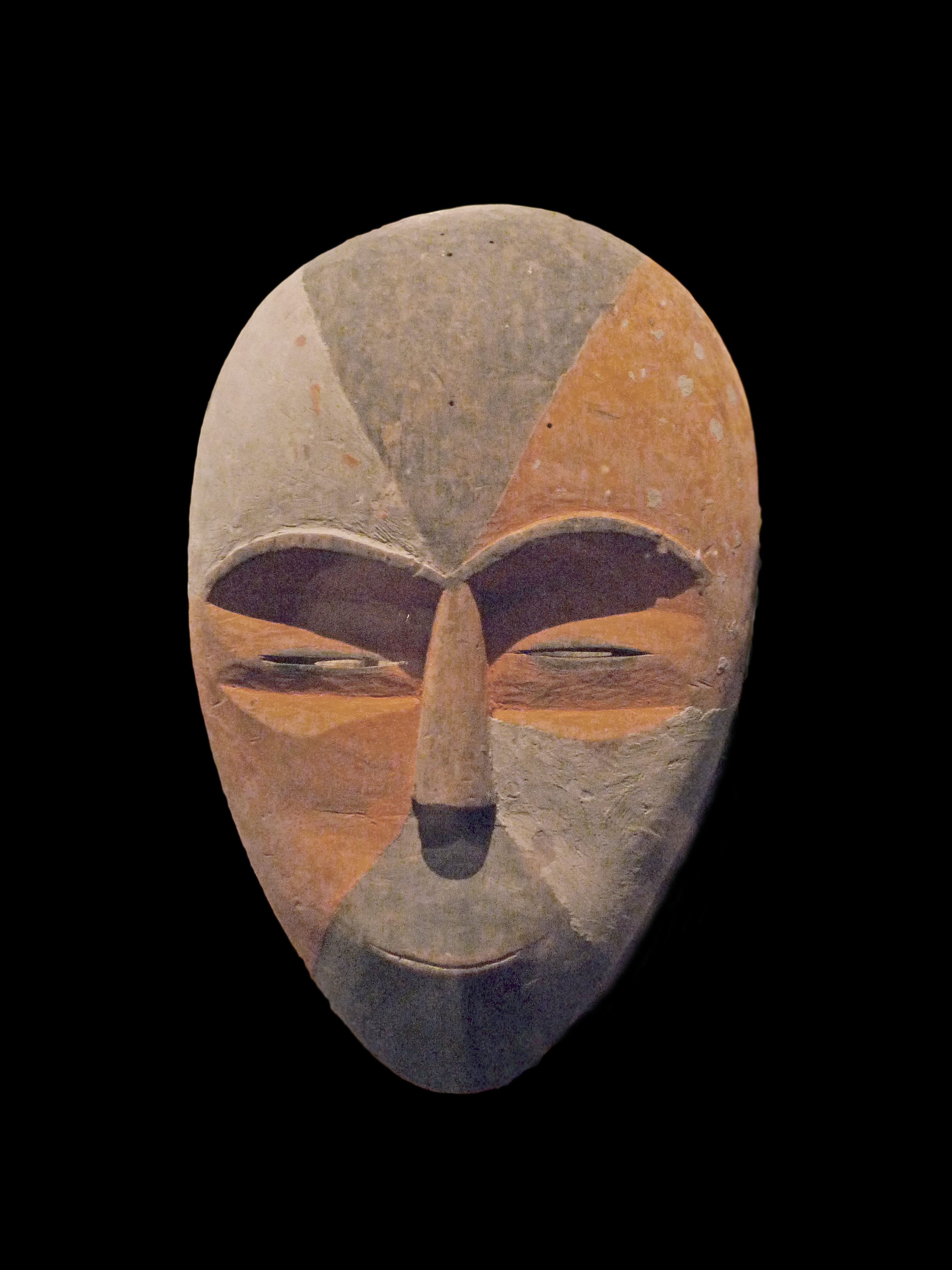
Mască antropomorfă din Africa Centrală
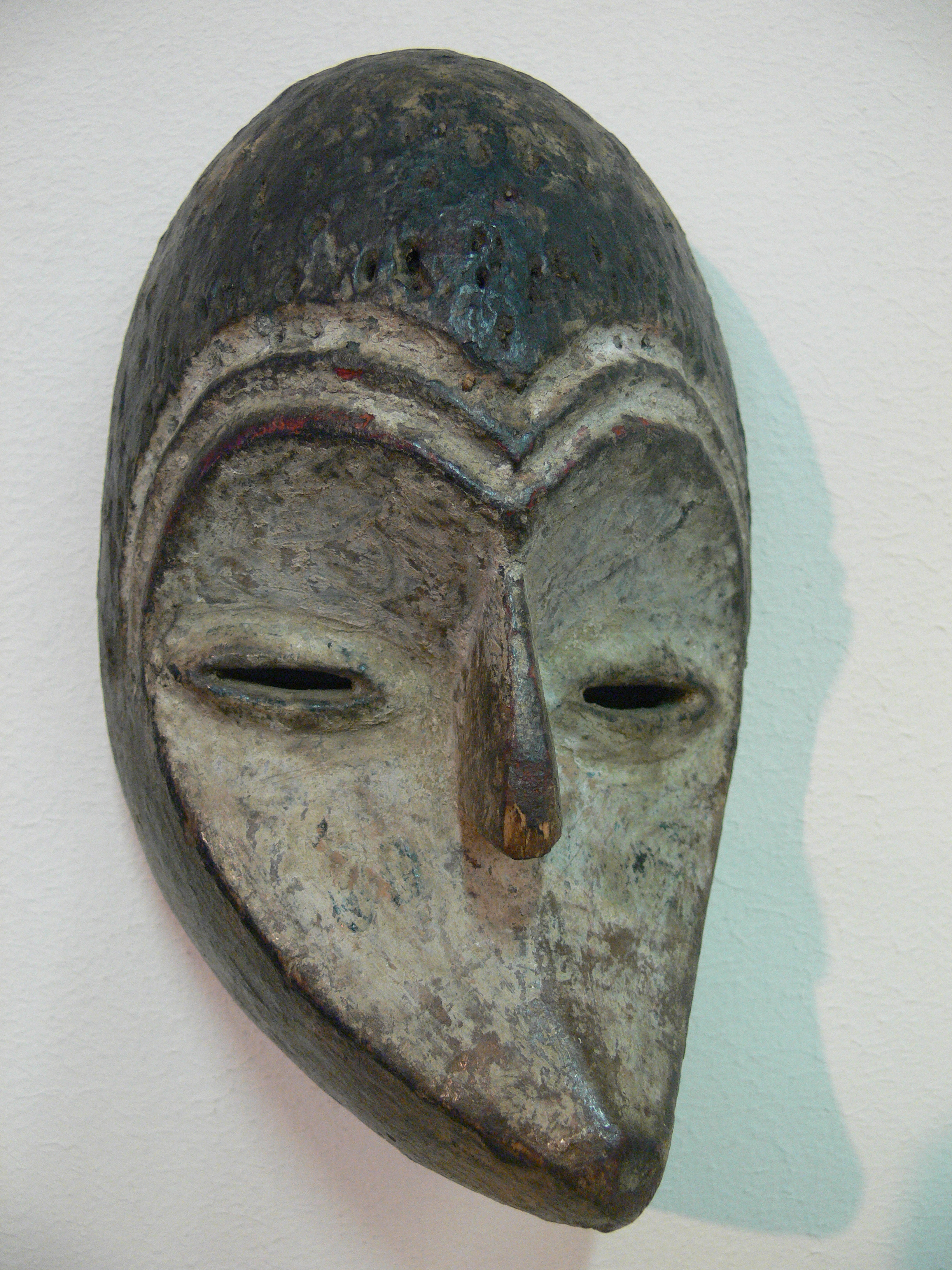
Mască din Muzeul Linden din Stuttgart, în Germania
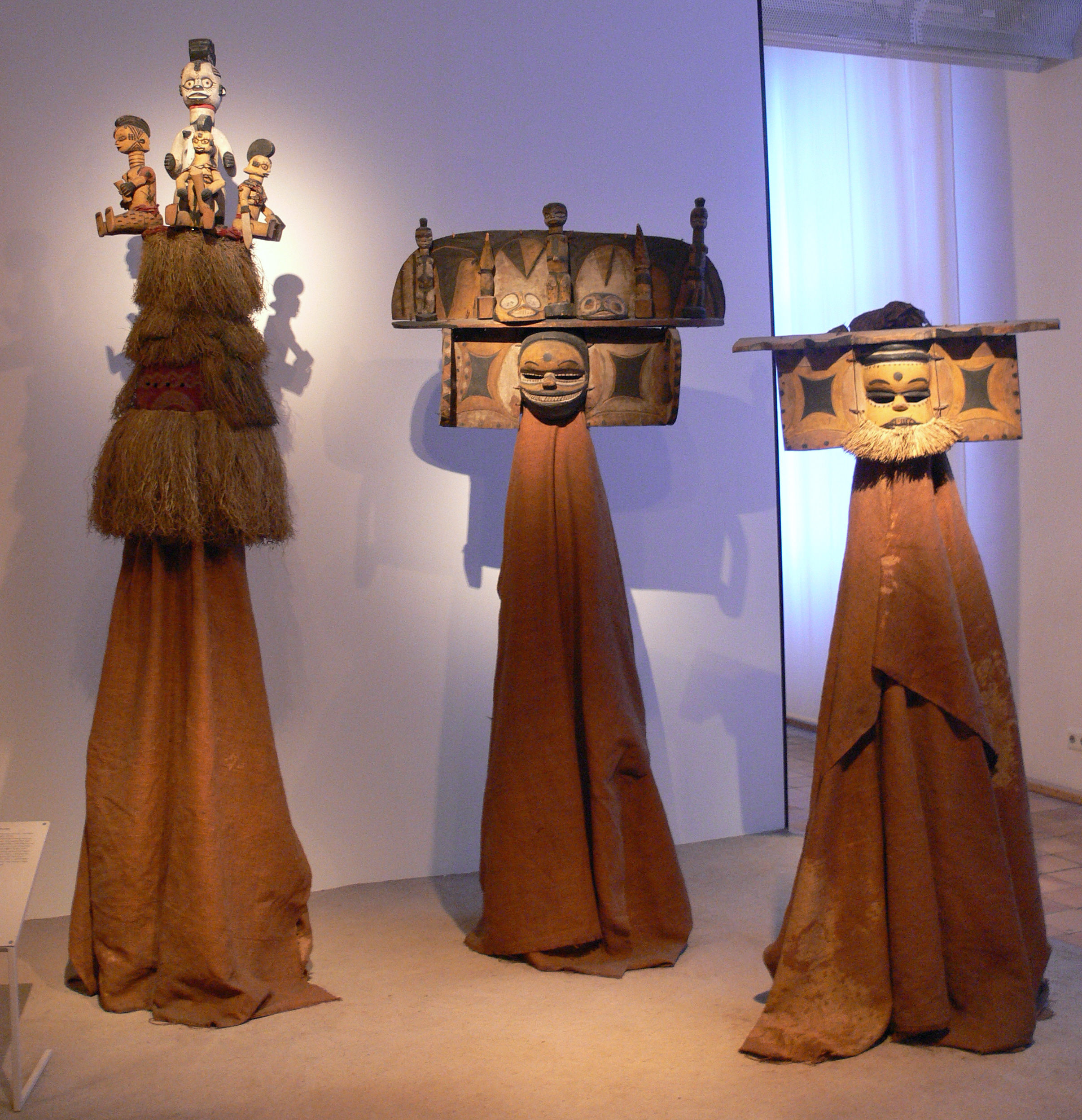
Imagine surprinsă în Muzeul Linden din Stuttgart, în Germania
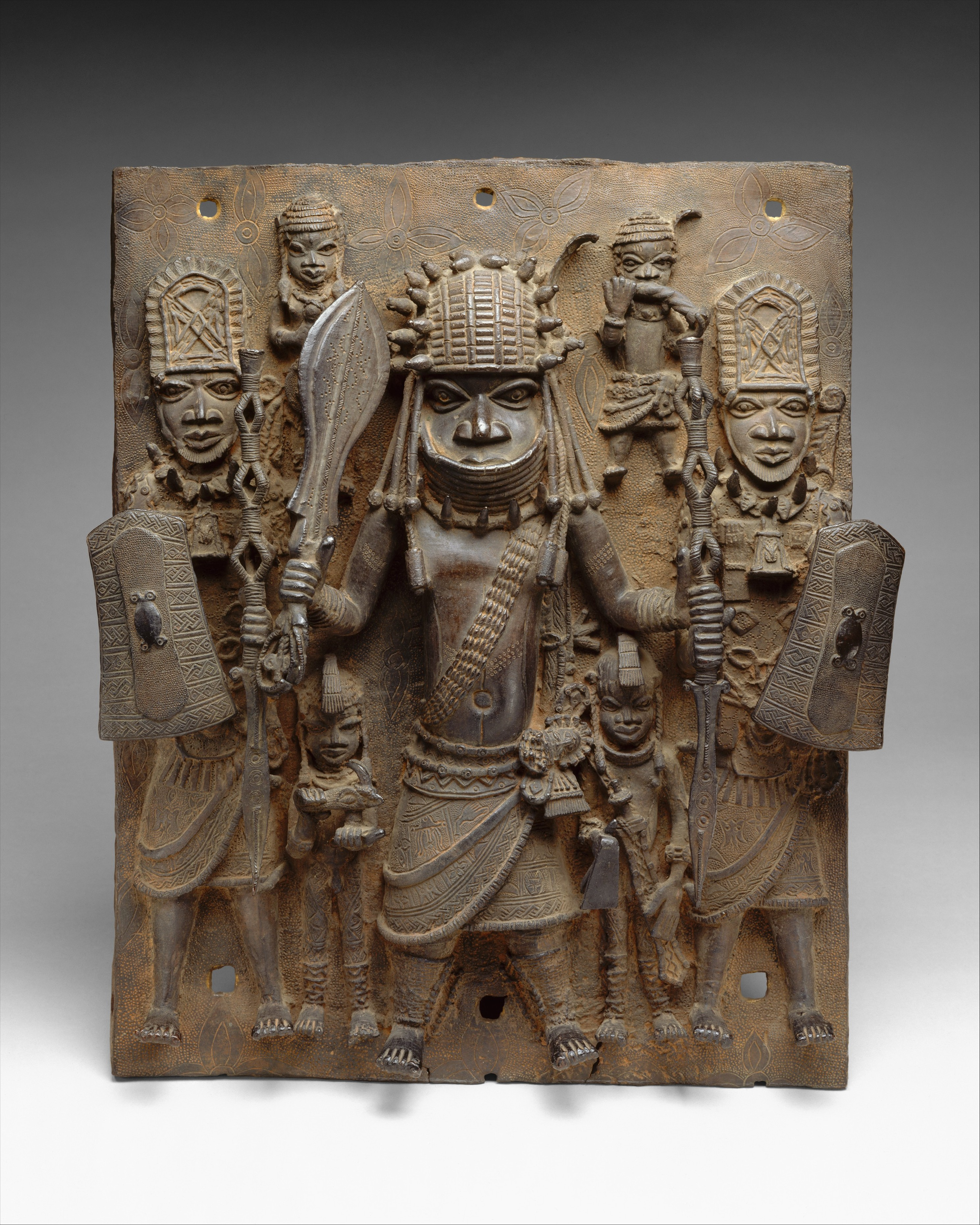
Placă de bronz de Benin
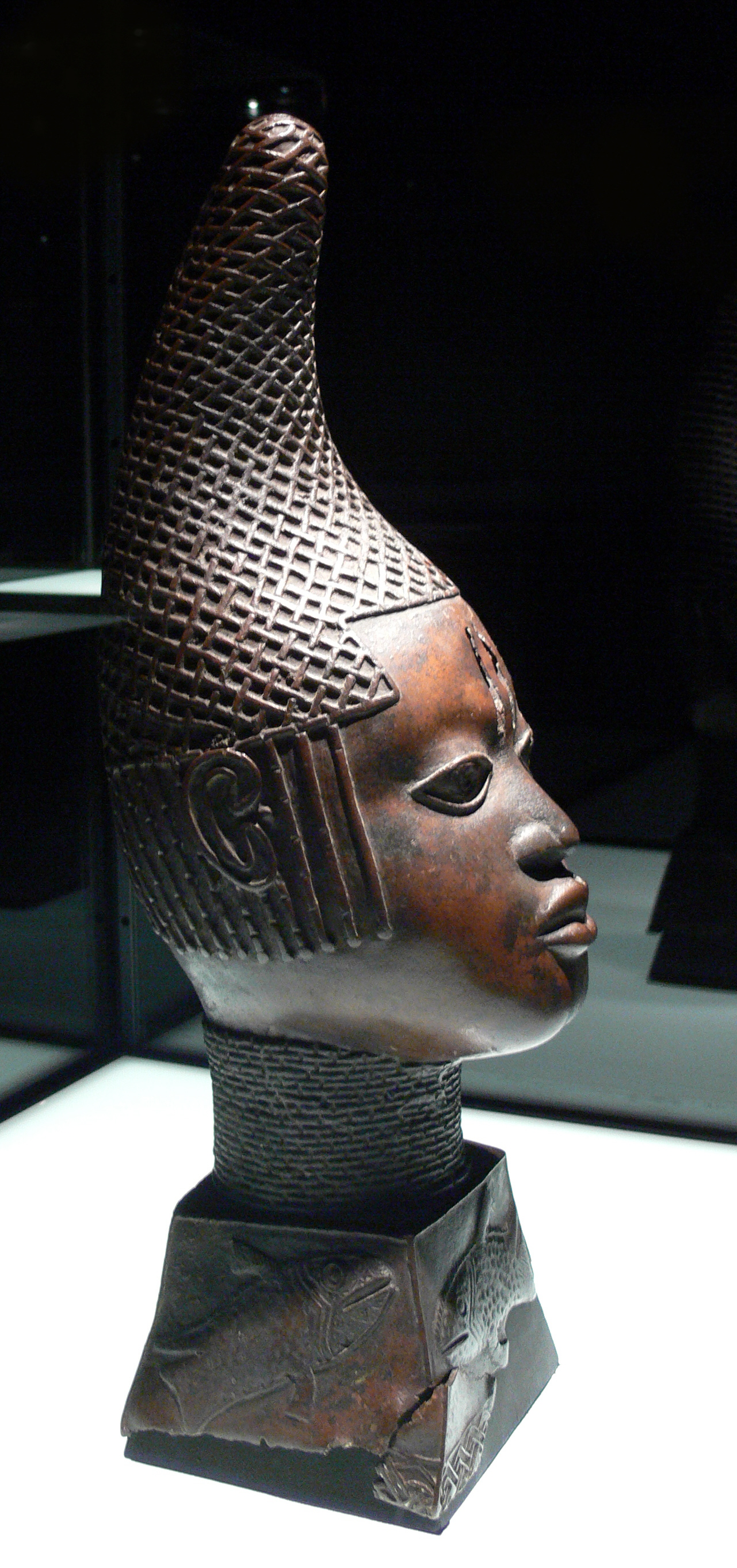
Cap de bronz de Benin
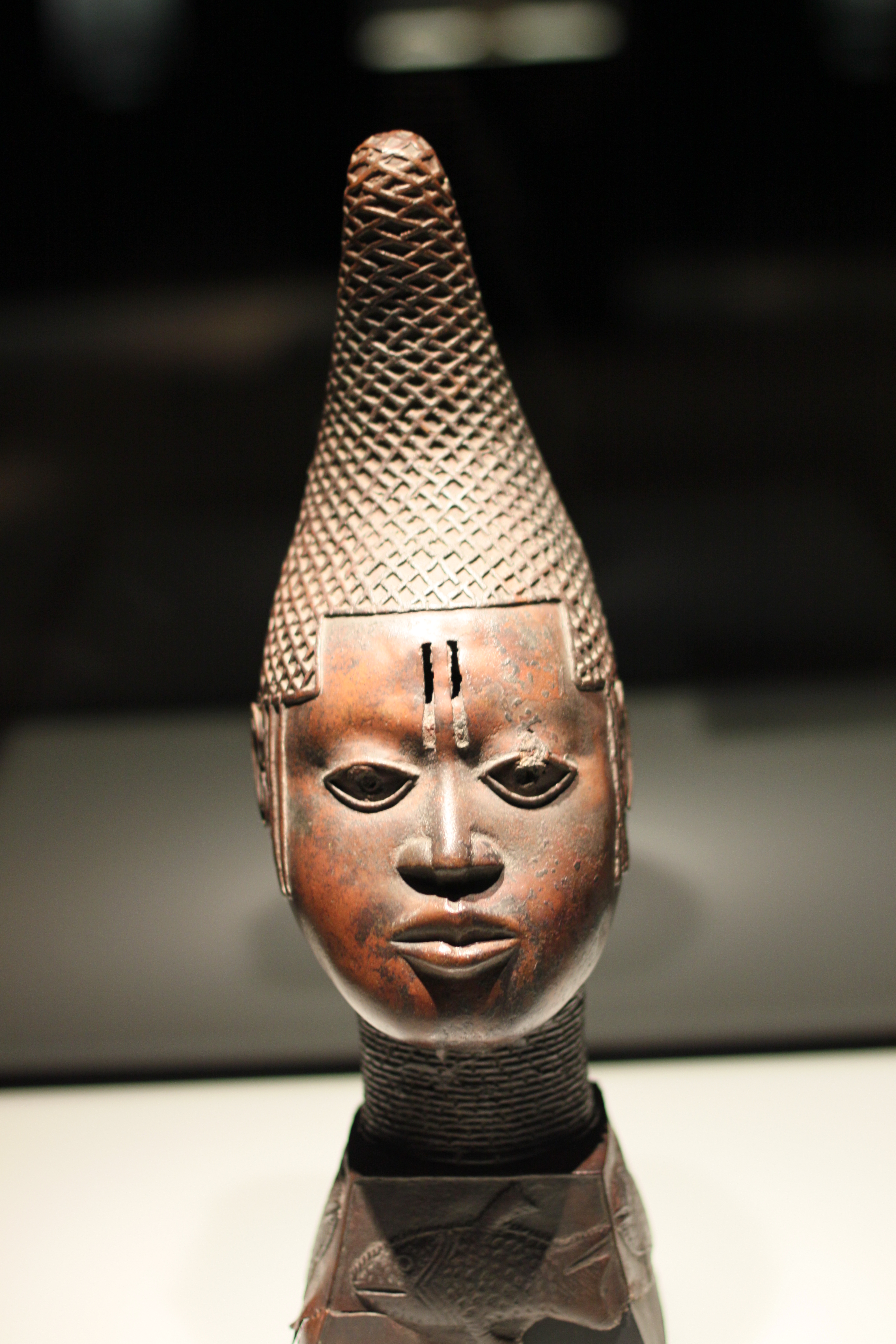
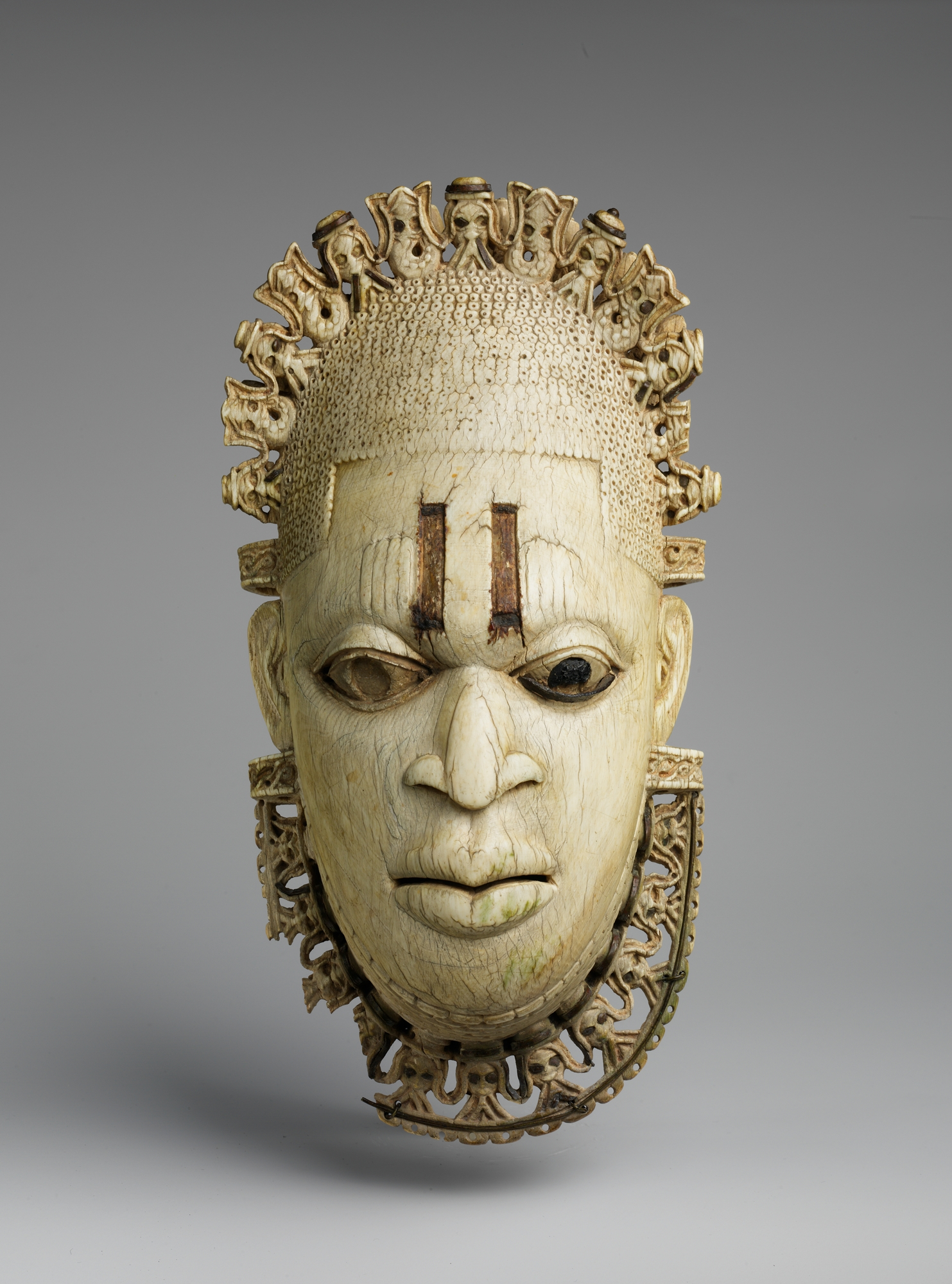
„Masca idia”
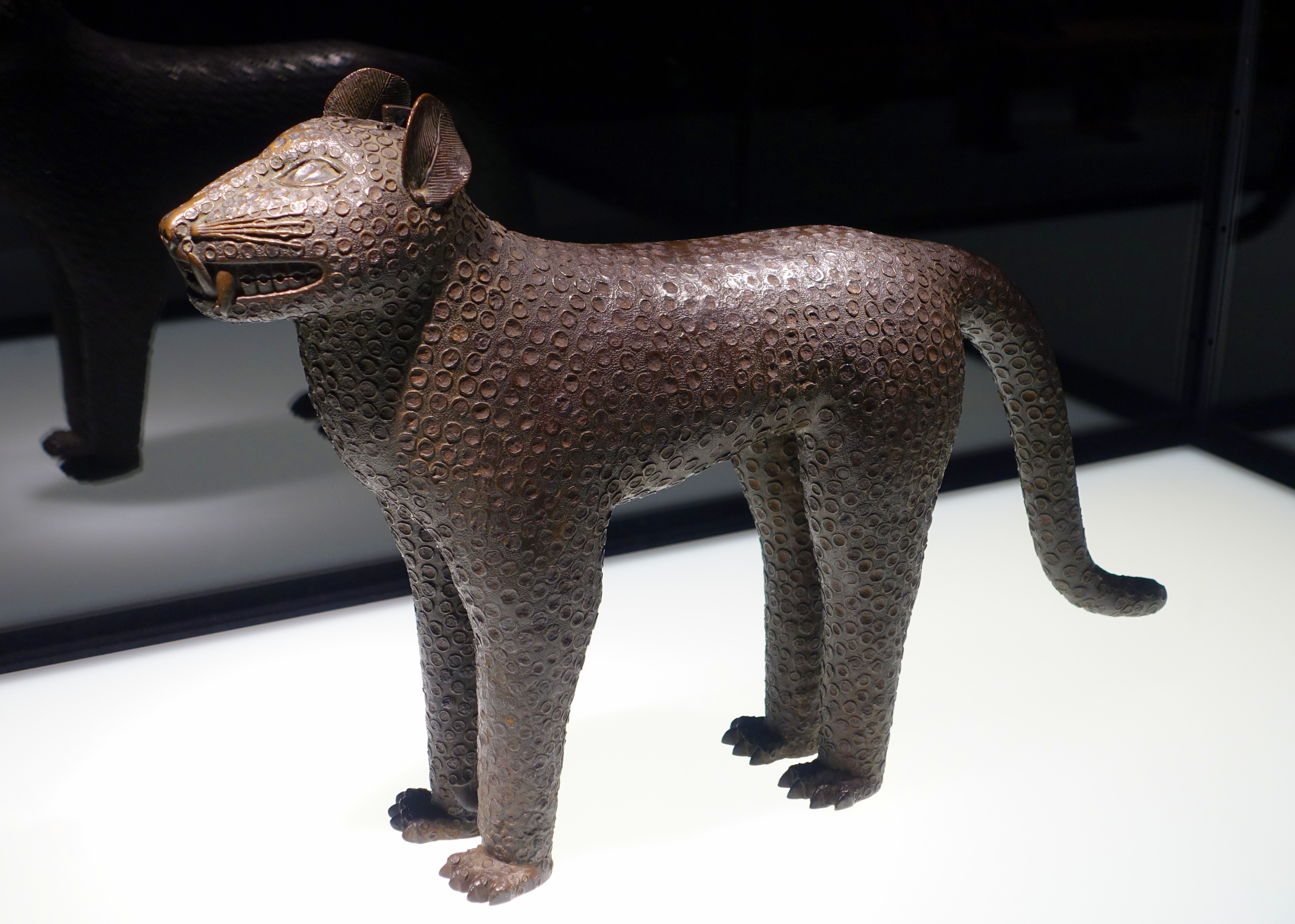
Leopard de alamă din secolul al XVII-lea, din Regatul Benin
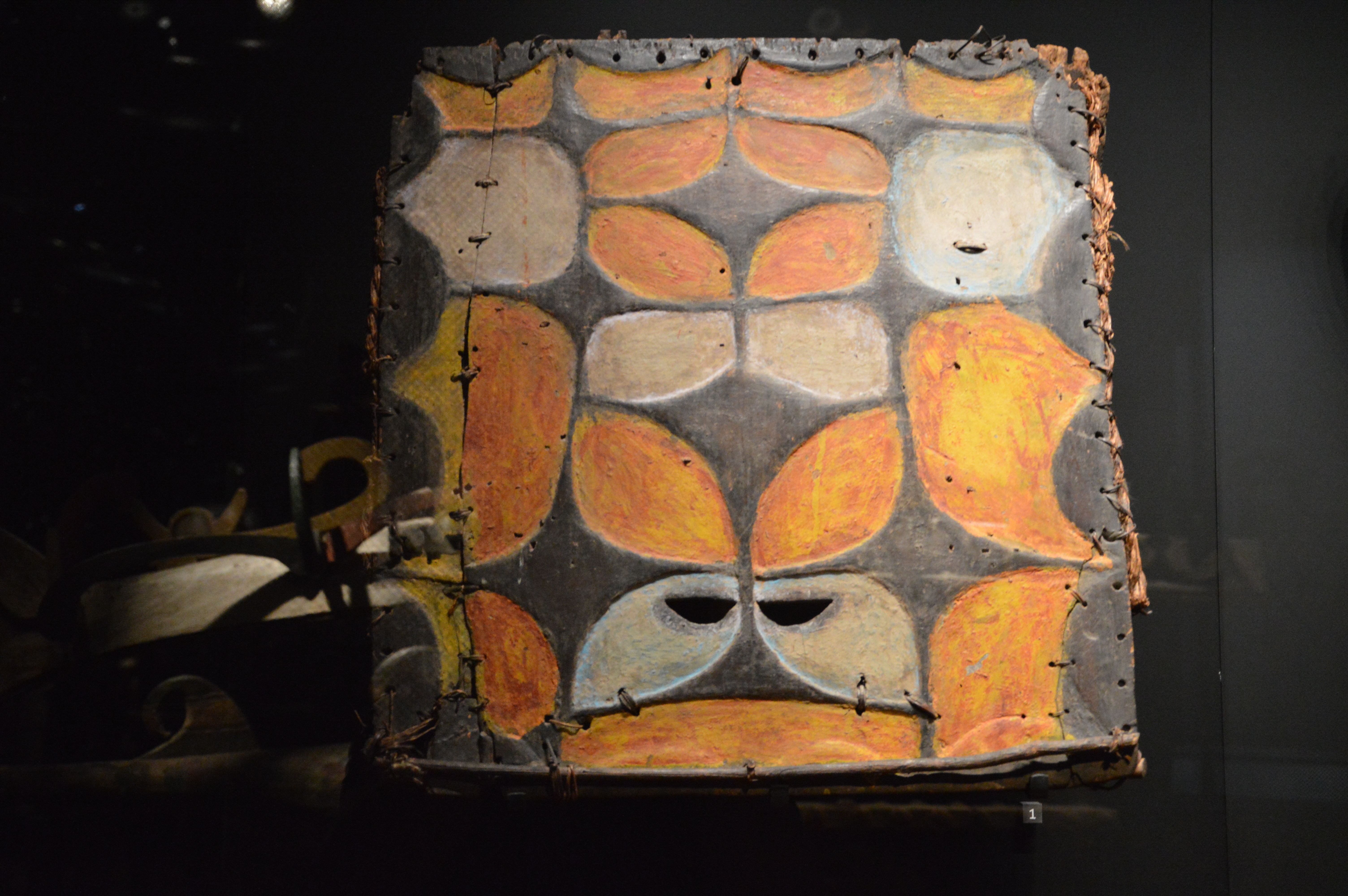
Mască din orașul Eket din sudul Nigeriei
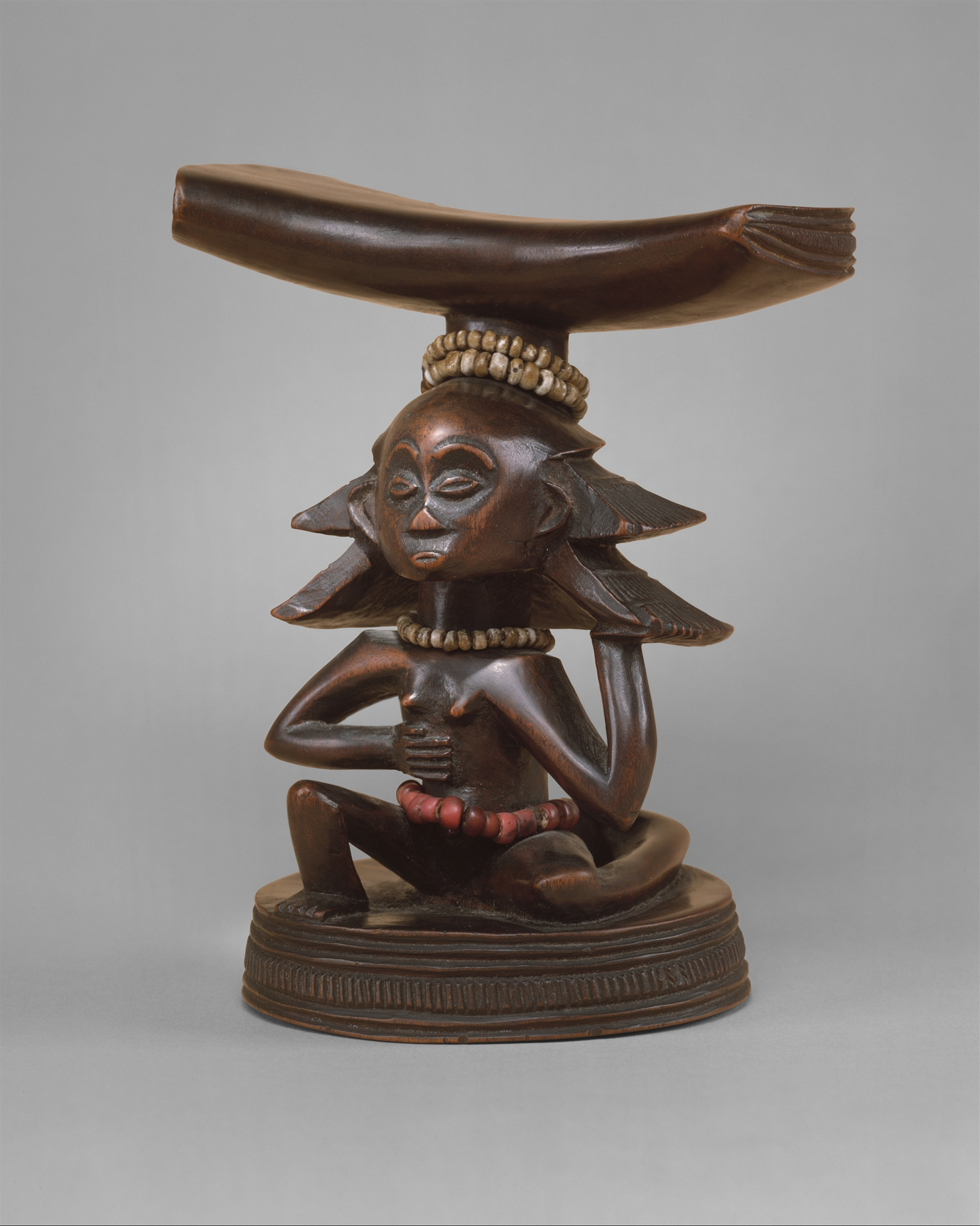
Tetieră din Republica Democrată Congo, care de află în Muzeul Metropolitan de Artă din New York, în Statele Unite ale Americii
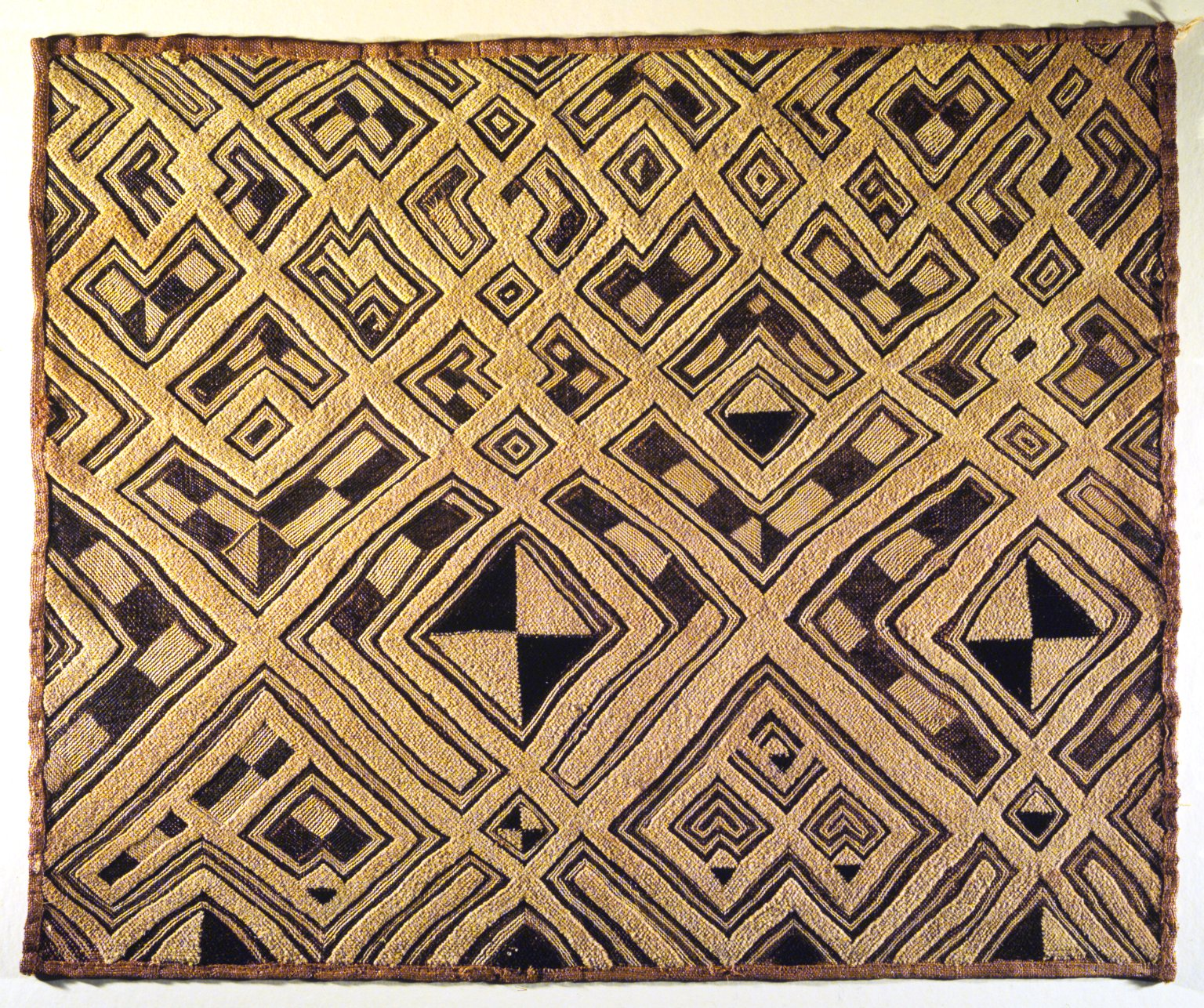
Pânză africană din Brooklyn Museum din New York, în Statele Unite ale Americii
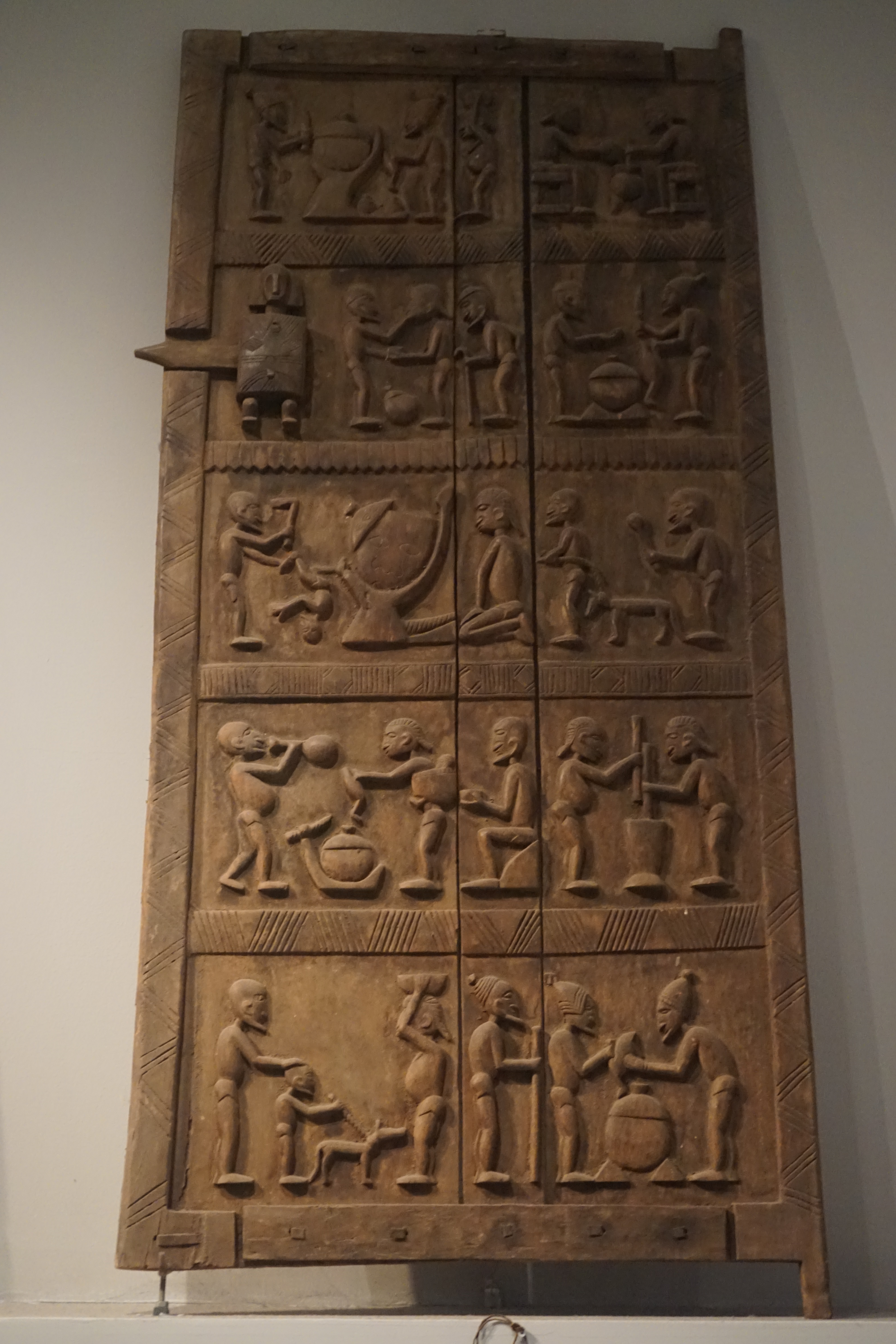
Ușă de lemn din Mali, care poate să fie văzută în Muzeul Național al Chinei din Beijing
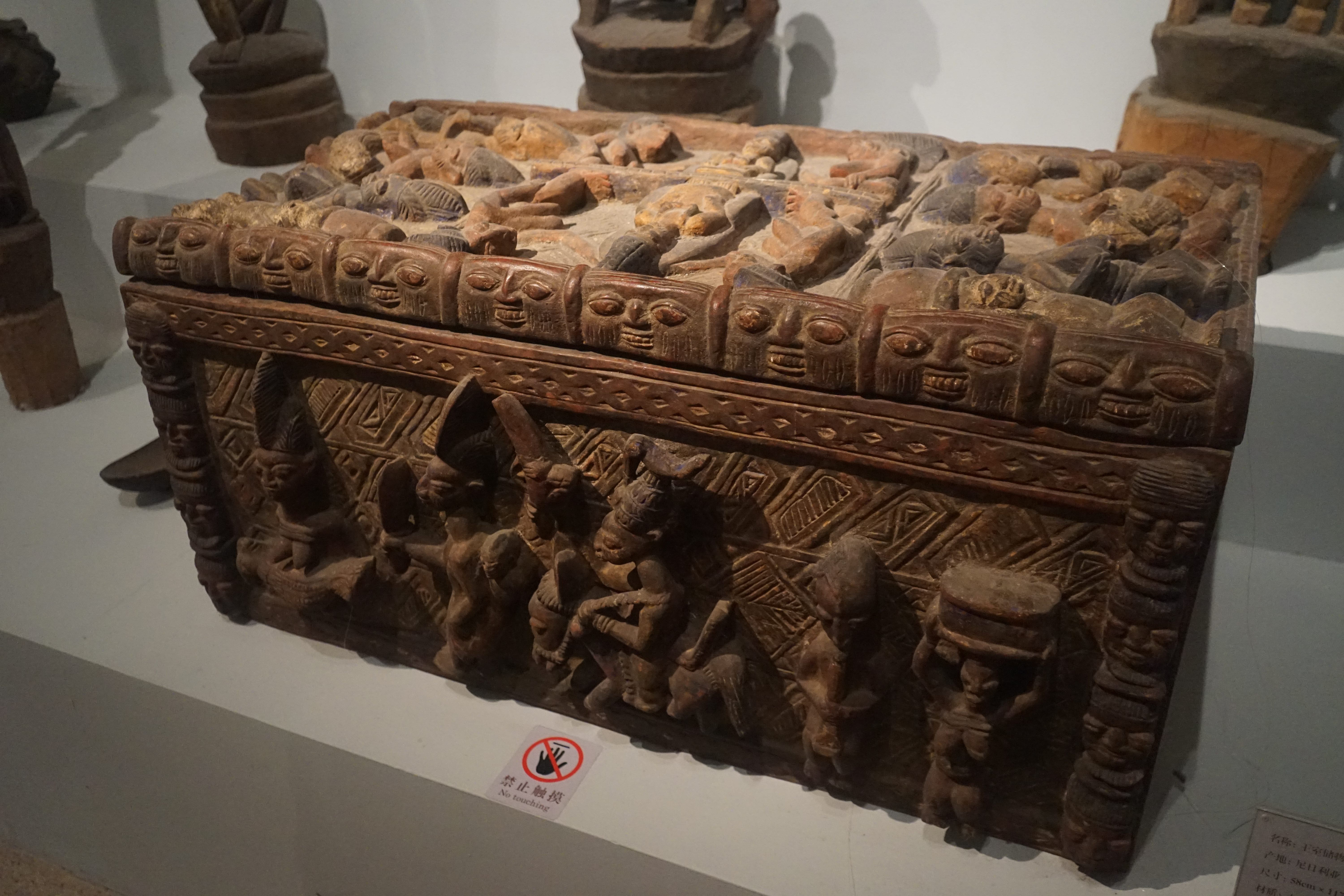
Cufăr imperial al poporului yoruba, el putând să fie văzut în Muzeul Național al Chinei din Beijing
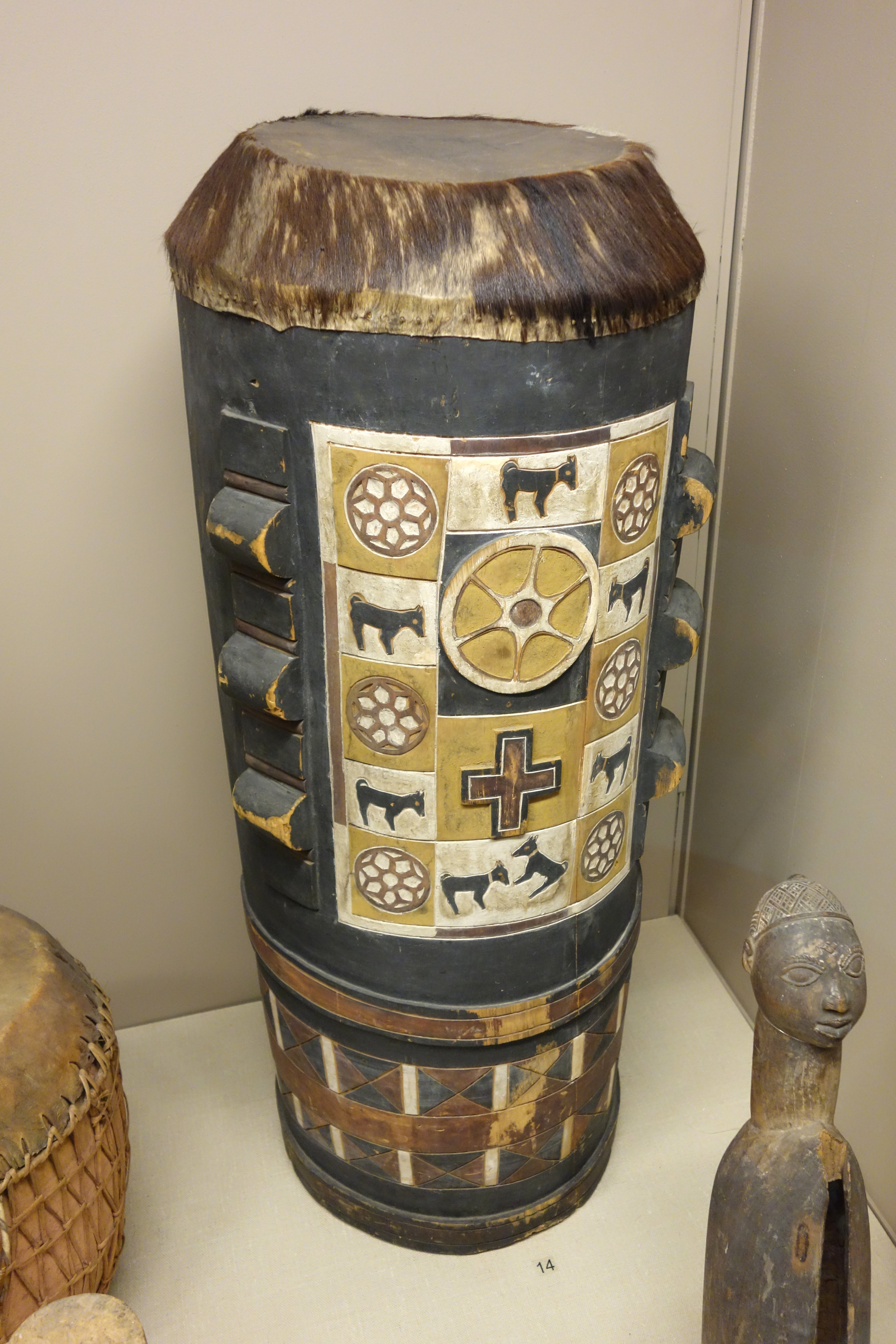
Topă a poporului kongo
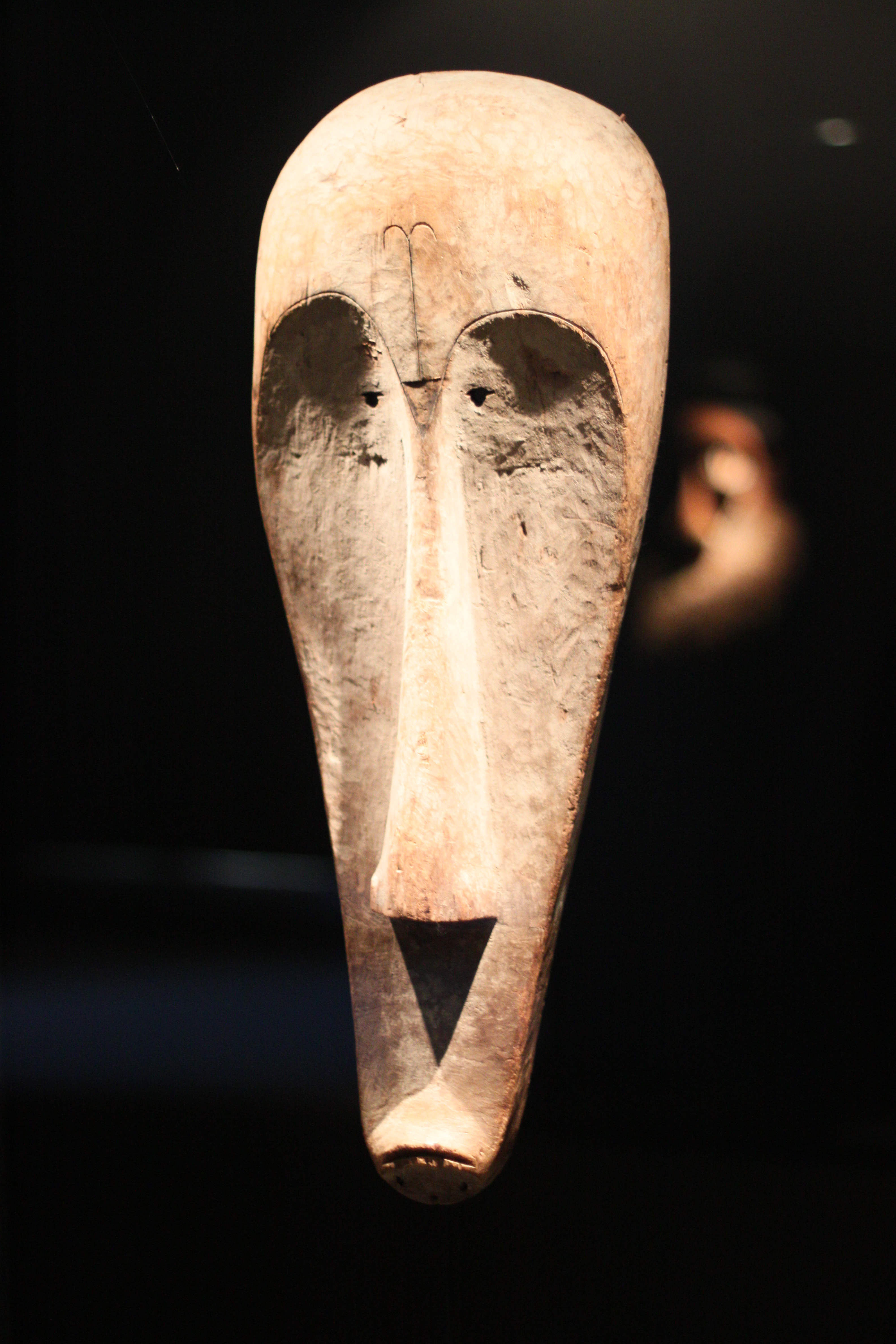
Mască a poporului fang din Gabon sau din Camerun. Ea a fost sculptată din lemn iar apoi colorată cu caolin, aflându-se în Muzeul Etnologic din Berlin, în Germania
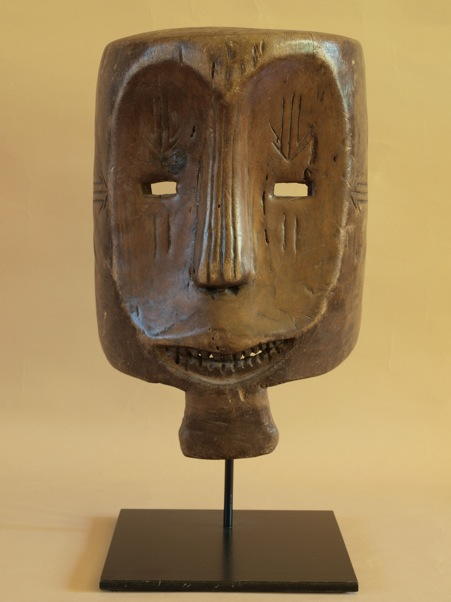
Operă de artă care a fost deținută de Alessandro Passaré, un colecționar italian de artă africană
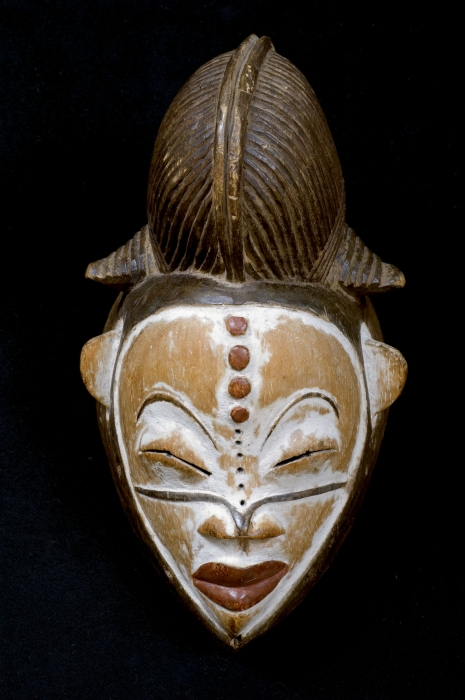
Mască ce era purtată de liderul societății secrete a femeilor. Era purtat în timpul dansului ritualic, în combinație cu un covor de dans confecționat din fibre de plante. Masca reprezintă spiritul unui strămoș sau al unui tutore. Culoarea albă a feței este, de asemenea, tipică lumii spiritului. Culoarea roșie aprinsă a gurii ar trebui să descurajeze spiritele. Spiritele celor decedați vin sub formă de dansatori cu măști în sate pentru a vizita cei vii și ca să corecteze problemele. Deci ele servesc ca un mecanism de aplicare a legilor. Persoanele mascate dansau în timpul funeraliilor publice și al altor ceremonii. Stilul în care a fost făcută frizura arată că aceasta este o femeie.
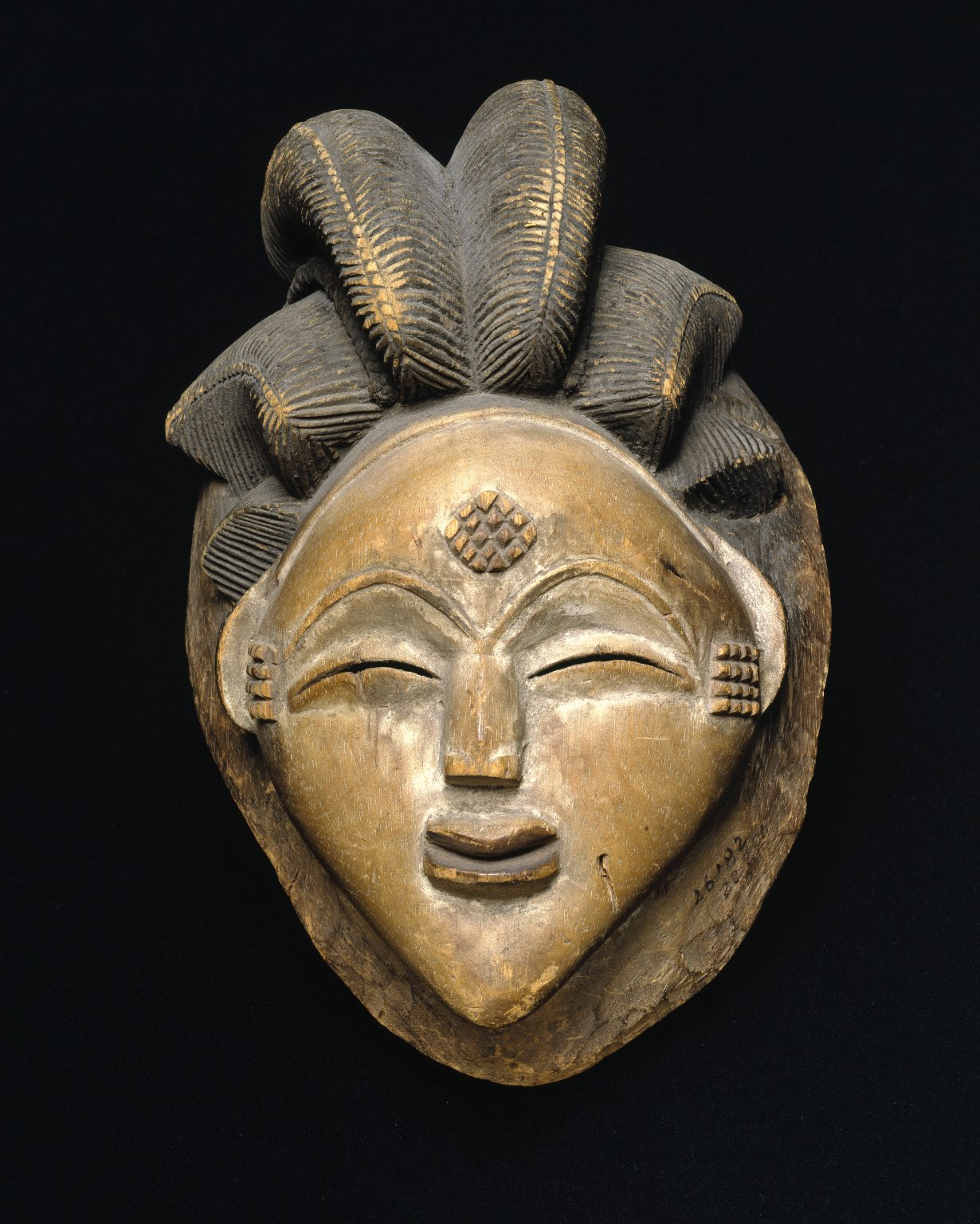
Mască pentru ceremoniile Okuyi, ea datând de la sfârșitul secolului al XIX-lea. Masca se află în Brooklyn Museum din New York, în Statele Unite ale Americii
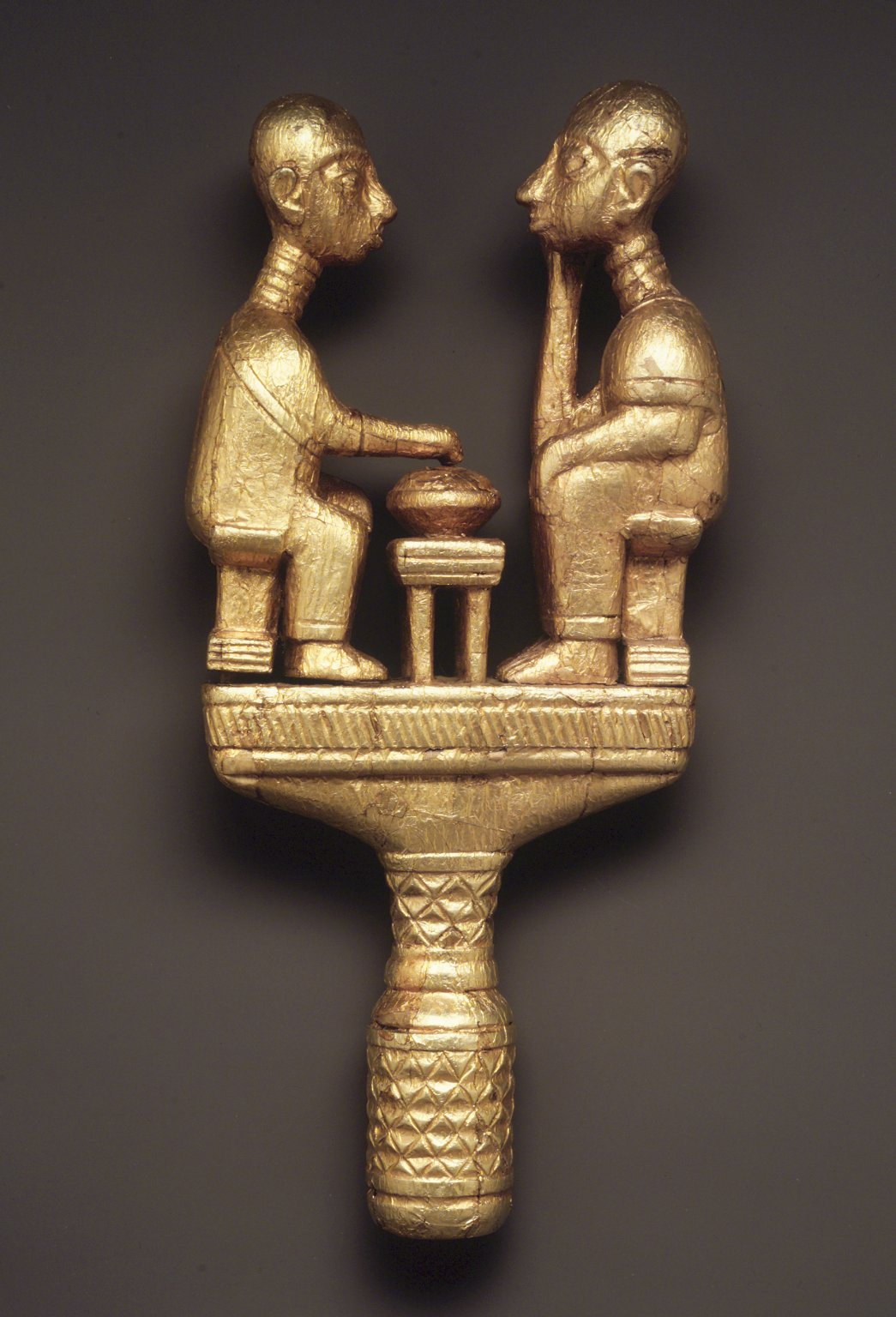
Artefact al poporului akan din Ghana sau din Coasta de Fildeș
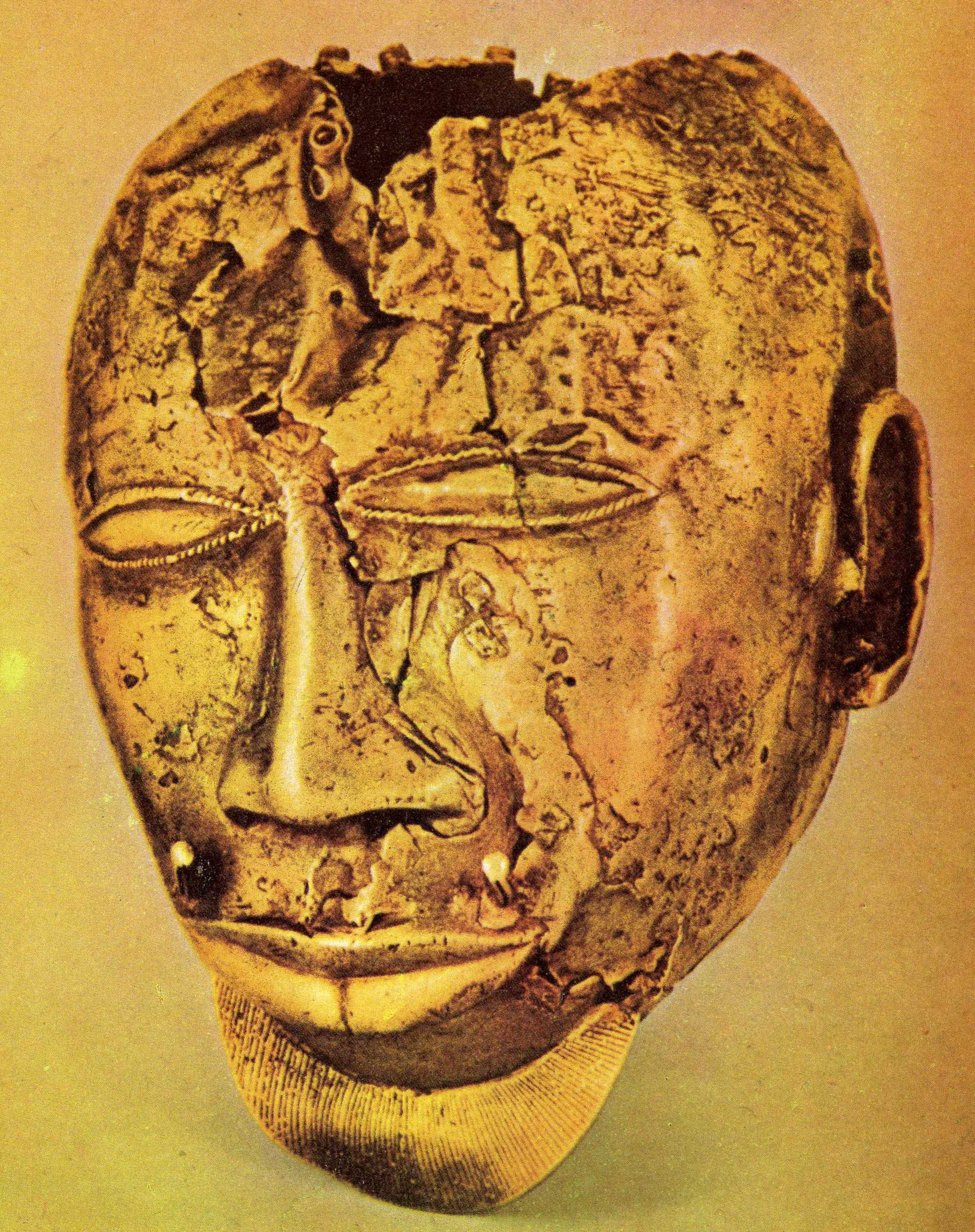
Mască de aur ce reprezintă un asantehene, ea cântărind 1,5 kilograme
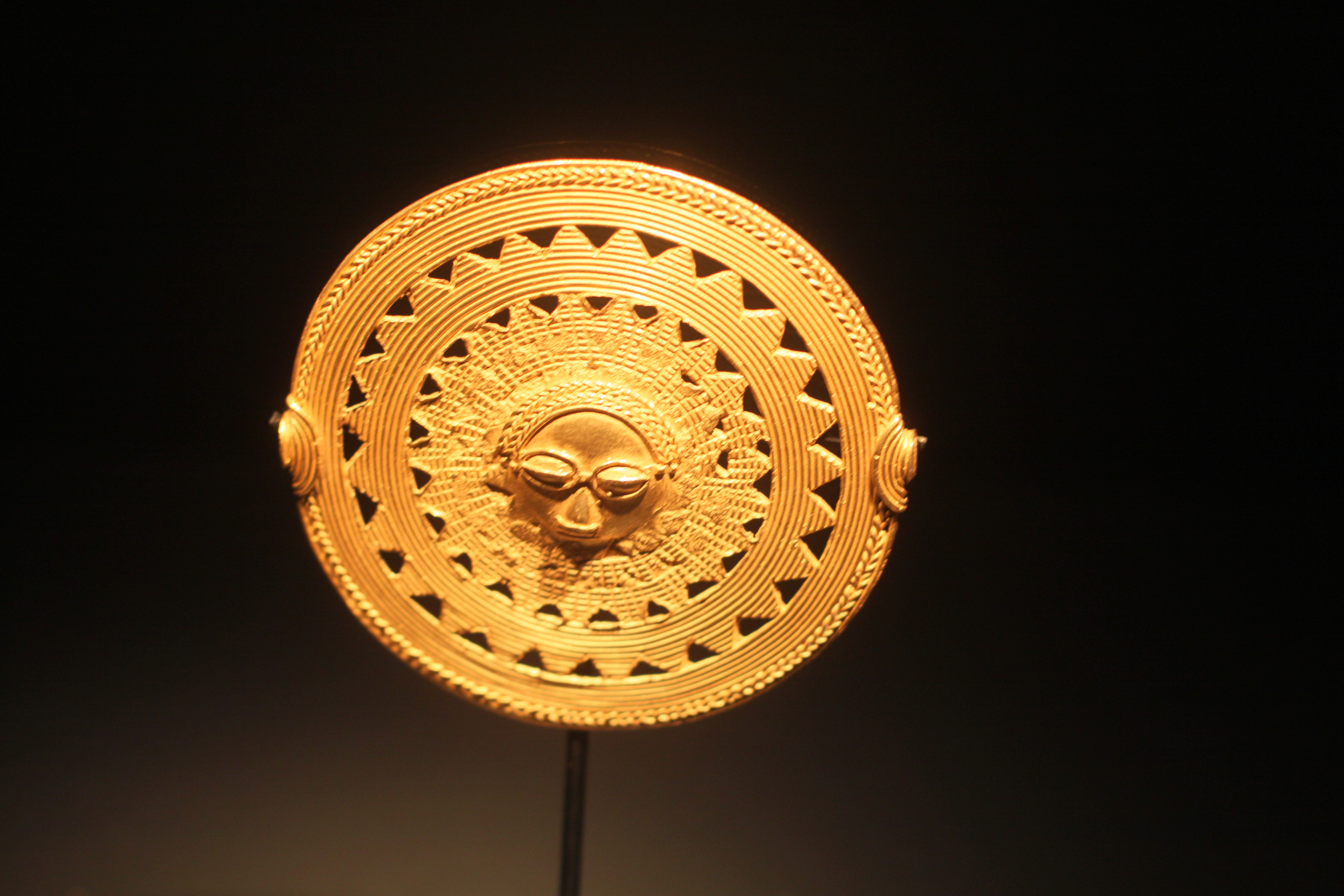
Scut plat de aur al poporul așanti
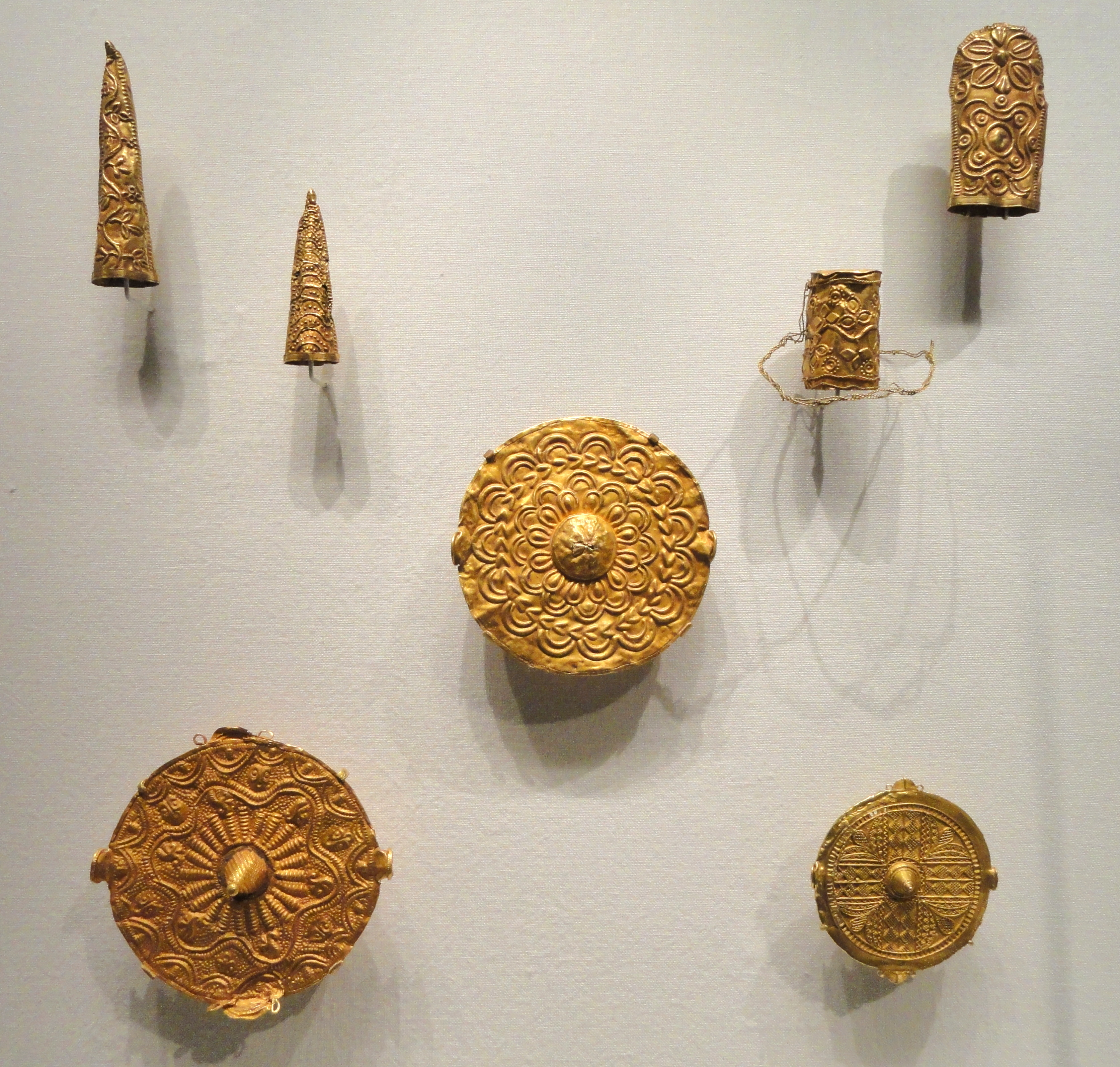
Bijuterii de aur din secolul al XIX-lea, care aparțin poporului așanti
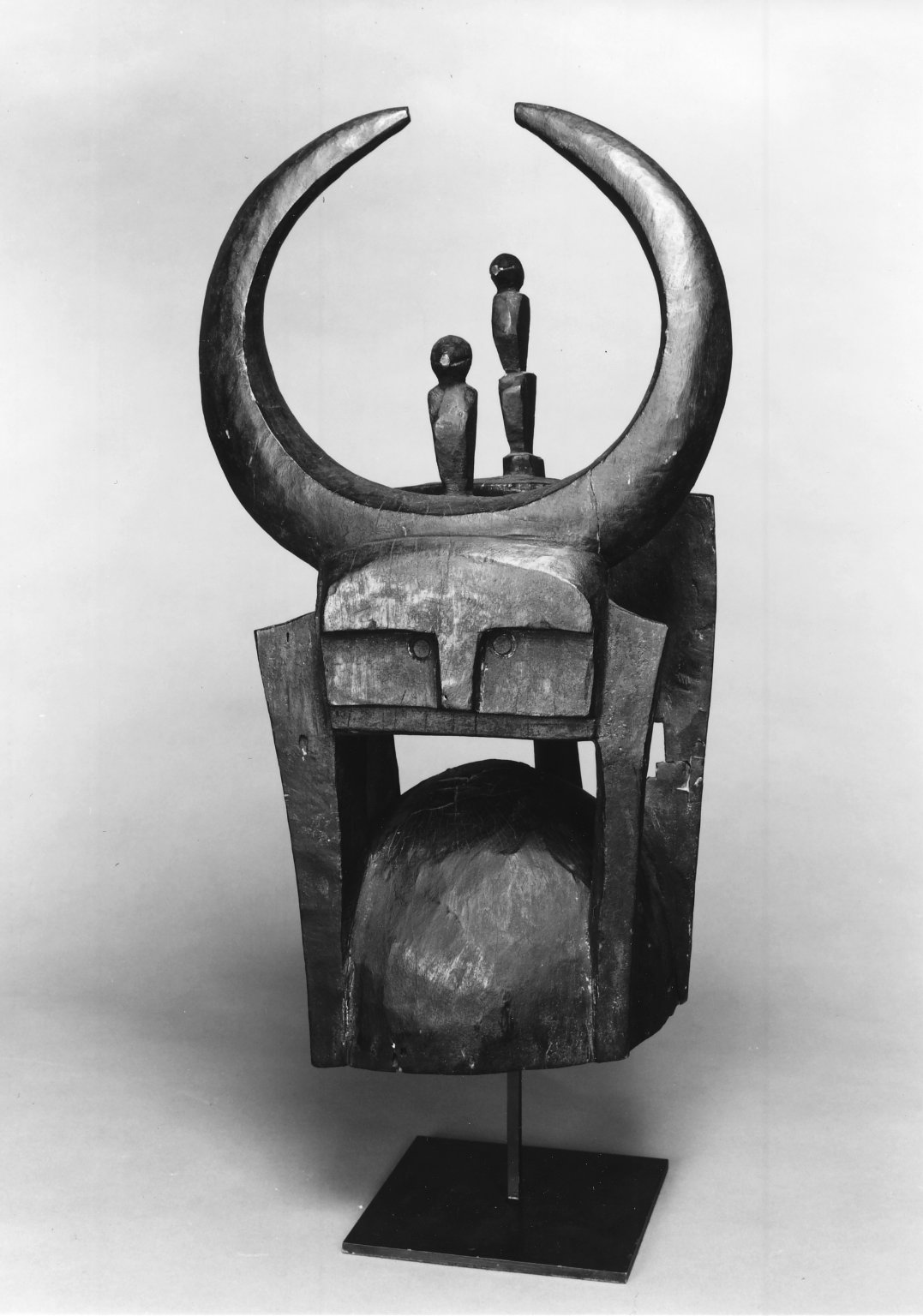
Cap de bou stilizat din Brooklyn Museum